# Rio Grande do Sul
O Rio Grande do Sul (pronúncia em português: [hiw ˈɡɾɐ̃ːdʒɪ dʊ ˈsuw]) é uma das 27 unidades federativas do Brasil. Encontra-se situado na região Sul do país. Tem como limites: ao norte, com Santa Catarina. Ao sul, com os departamentos uruguaios de Artigas, Rivera, Cerro Largo, Treinta y Tres e Rocha. A leste, com o Oceano Atlântico. A oeste, com as províncias argentinas de Misiones e Corrientes. Conta com mais de quatrocentas municipalidades e sua superfície total é de 281 730,223 km², correspondendo a 3,3% da área do país, sendo pouco mais extenso que a República do Equador. Porto Alegre é sua capital. Porto Alegre, Caxias do Sul, Pelotas, Canoas e Santa Maria são as maiores cidades. O relevo é formado por uma grande baixada, ocupada ao norte por um planalto. Os mais importantes rios são Uruguai, Pelotas, Jacuí, Antas, Taquari, Ibicuí, Ijuí e Camacuã. Tem um clima subtropical. Sua economia está alicerçada na agricultura (milho, soja, arroz e trigo), criação de gado e indústria (de couro e calçados, alimentícia, têxtil, madeireira, metalúrgica e química).
Com 11,4 milhões de habitantes, ou cerca de 5,4% da população brasileira, é o 6º estado mais populoso do Brasil, podendo ser comparado com a Ruanda no número de habitantes. A população gaúcha é uma das mais diversificadas do país e descende principalmente de italianos e alemães, que começaram a imigrar para o país no fim do século XIX. Sua população é em boa parte formada por descendentes de portugueses, alemães, italianos, africanos, libaneses e indígenas, em pequena parte por espanhóis, poloneses e franceses, dentre outros imigrantes.
Em 1627, missões jesuíticas perto do rio Uruguai foram fundadas por jesuítas espanhóis. No entanto, em 1680, os portugueses desalojaram os castelhanos, no momento em que a Coroa Portuguesa decidiu tomar posse de seu domínio, criando a Colônia do Sacramento. Os Sete Povos das Missões foram estabelecidos pelos jesuítas espanhóis, em 1687. Em 1737, uma expedição militar portuguesa, liderada por José da Silva Pais, ocupou a Lagoa Mirim, marcando assim a vinda dos portugueses à região. A vila de Porto dos Casais, mais tarde denominada Porto Alegre, foi criada pelos povoadores portugueses em 1742. Em 1801, acabaram os conflitos pela reconquista das terras, entre Portugal e Espanha. Nessa época, os próprios gaúchos tomaram posse dos Sete Povos das Missões, anexando essa região ao seu território. Em 19 de setembro de 1807, a região foi promovida à condição de Capitania de São Pedro do Rio Grande do Sul. Na primeira metade da década de 1820, transforma-se em província do Reino Unido de Portugal, Brasil e Algarves, que começaria a se converter no atual estado do Rio Grande do Sul, após a declaração da república. Desde 1824, começaram a vir grupos de colonizadores da Alemanha e da Itália. A sociedade estancieira começou então a conviver com a pequena fazenda, ampliando a variedade de sua produção. No decorrer do século XIX, o Rio Grande do Sul foi cenário de revoluções republicanas, como a Guerra dos Farrapos (1835–45). E envolveu-se na luta contra Rosas (1852) e na Guerra do Paraguai (1864–70). As lutas políticas locais foram intensas no começo da República e somente na gestão de Vargas (1928) o estado foi apaziguado.
É o estado mais meridional da federação e conta com o quinto maior PIB, superado apenas por São Paulo, Rio de Janeiro, Minas Gerais e Paraná, e o sexto IDH mais elevado do país. Em certos locais do estado, como a Serra Gaúcha e a região rural da metade sul, ainda é possível ouvir dialetos da língua vêneta (talian) e do alemão (Hunsrückisch, Plattdeutsch). O Rio Grande do Sul foi apontado em 2014 pelo jornal americano The New York Times como o lugar com mais traços europeus do Brasil. Embora o estado enfrente uma crise econômica acentuada e apresente o maior percentual de idosos no país, ele conta com bons indicadores sociais, tais quais possuir a segunda menor taxa de mortalidade infantil, a quarta maior renda domiciliar, a quinta maior expectativa de vida e taxa de alfabetização, e a sexta posição dentre os estados em que os trabalhadores são mais bem remunerados. Apesar disso, o Rio Grande do Sul sofre com a disparidade econômica entre a metade norte, considerada industrial, e a metade sul, considerada agrária. O estado também é conhecido por sua culinária, tendo o arroz de carreteiro, o chimarrão, o churrasco e o galeto ao Primo Canto como pratos típicos.

## Etimologia

### Nome do estado
Conforme Antenor Nascentes, autor do Dicionário etimológico da língua portuguesa, é a tradicional designação da foz do Rio Grande, o escoadouro da lagoa dos Patos, e estado brasileiro. Capitania colonial em 1760, província imperial em 1822 e unidade federativa em 1889. A denominação se origina do canal que conecta a laguna dos Patos com o oceano Atlântico (Henrique Martins, autor de Corografia do Brasil, 17). Em 1737, o denominado continente de São Pedro (que possuía o núcleo de povoamento de Rio Grande) se transformou em capitania subalterna do Rio de Janeiro. E proclamou sua autonomia pelo decreto de 19 de setembro de 1807.

### Gentílico
Os habitantes naturais do Rio Grande do Sul são denominados gaúchos, rio-grandenses-do-sul ou sul-rio-grandenses. O gentílico no masculino do singular é gaúcho e no feminino, gaúcha. É uma palavra oriunda do castelhano gaucho, um adjetivo que, aplicado às pessoas pode significar “nobre, valente e generosa” ou “camponês experimentado em pecuária tradicional”, ou ainda “velhaco, astuto, dissimulado ou ardiloso experiente”, mas também podendo ter o sentido de “vagabundo, contrabandista, desregrado e desprivilegiado”.

## História

### Povos indígenas e período colonial
Os minuanos, charruas e caaguarás habitavam a região que atualmente constitui o Rio Grande do Sul, no tempo da descoberta do Brasil. Eram excelentes oleiros. E, no extrativismo animal, utilizavam as boleadeiras, até os dias atuais uma das ferramentas do peão gaúcho.
Estas tribos viviam muito tempo sem manter contato com os caucasianos povoadores. Os impérios português e espanhol disputavam as fronteiras de suas colônias na América. Essa reivindicação fez com que somente no século XVII a região fosse conquistada. Os padres jesuítas da Espanha foram os primeiros a se fixar na região.
Entre os séculos XVI e XVIII, o atual território do Rio Grande do Sul se situava do lado oeste do Tratado de Tordesilhas. Por isso, estava subordinado ao Governo da Nova Andaluzia. Mais tarde, estava subordinado ao Governo do Rio da Prata, duas subdivisões históricas do Império Espanhol nas Américas.
A participação dos europeus na colonização do solo do Rio Grande do Sul se iniciou com as missões jesuíticas. Missões foram implantadas pelos jesuítas espanhóis oriundos do Paraguai na margem leste do rio Uruguai, em 1627. Foram realizadas várias empresas para capturar os indígenas. Estes já foram  aculturados pelos jesuítas, catequizados e habituados ao trabalho agrícola. Entre as expedições, mereceu destaque a bandeira liderada por Antônio Raposo Tavares. Este invadiu a redução de Jesus Maria José no ano de 1636. As reduções foram devastadas, milhões de nativos foram caçados e o gado, desgarrado pelos campos. Novas reduções, denominadas de Sete Povos das Missões, foram criadas pelos jesuítas, no noroeste do território, em 1687.
Anteriormente, entretanto, foi criada, no ano de 1680, a Colônia do Santíssimo Sacramento, à beira do estuário da Prata, defronte a Buenos Aires. A resposta castelhana foi agressiva. A criação de Montevidéu pelos lusitanos, como ponto de apoio a Sacramento, não alcançou os propósitos esperados. Mais bem preparados e em maior quantidade, os espanhóis impediram que a possessão lusitana progredisse. A cidade de Montevidéu foi ocupada e a Colônia do Santíssimo Sacramento vencida pelo próprio destino.
Uma expedição de emergência liderada por José da Silva Pais foi enviada para o sul pelo então governador do Rio de Janeiro, Gomes Freire de Andrade, em 1737. Impedido de exercer sua missão, Silva Pais escalou a costa e penetrou no canal da lagoa dos Patos. Criou o primeiro assentamento permanente português no atual estado sul-rio-grandense, a colônia do Rio Grande de São Pedro, hoje cidade do Rio Grande.
O gado desgarrado se reproduziu, devido às expedições predatórias. As necessidades de nutrição e transporte da população, a qual se deslocou para Minas Gerais, aumentavam, após o descobrimento de ouro na região. Para atender a tudo isso, vaqueiros e negociantes se fixaram na área e iniciaram o transporte do gado, por meio da antiga trilha dos bandeirantes. Esta se estendia de Viamão à feira de muares de Sorocaba, em São Paulo. As expedições de caça ao gado penetraram no território e a participação lusitana se intensificou.
A colonização aumentou com o estímulo da imigração de casais açorianos, que, de 1740 e 1760, desembarcavam no Rio Grande. Em 1742, foi criada a vila de Porto dos Casais, atualmente Porto Alegre. Os desentendimentos entre Portugal e Espanha, em conflito no continente europeu, repercutiram nas colônias. Boa parte do território gaúcho, em 1763, foi dominada e invadida pelos espanhóis em treze anos.
As terras que eram de Portugal foram reduzidas pelo Tratado de Santo Ildefonso, promulgado em 1777, para um terço da dimensão regularizada pelo Tratado de Madri (1750). Novas guerras entre Portugal e Espanha permitiram a posse das novas terras. E as Missões Orientais foram anexadas ao território sul-rio-grandense, no ano de 1801. O príncipe regente Dom João elevou o território a capitania-geral, com a denominação de São Pedro do Rio Grande, em 1807. Tal região não mais integraria a Capitania do Rio de Janeiro.

### Período imperial

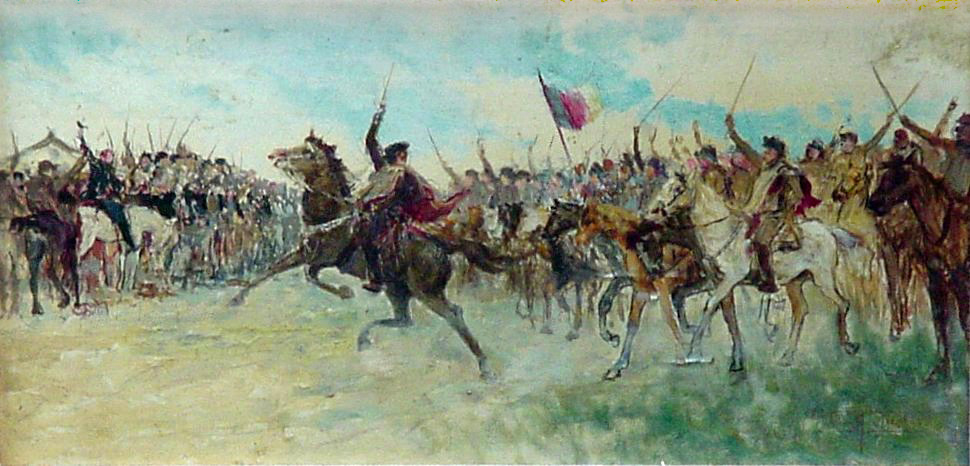
Pintura a óleo de Antônio Parreiras de 1915, a qual representa que a República Rio-Grandense foi proclamada em 1836 pelo general Antônio de Souza Netto.

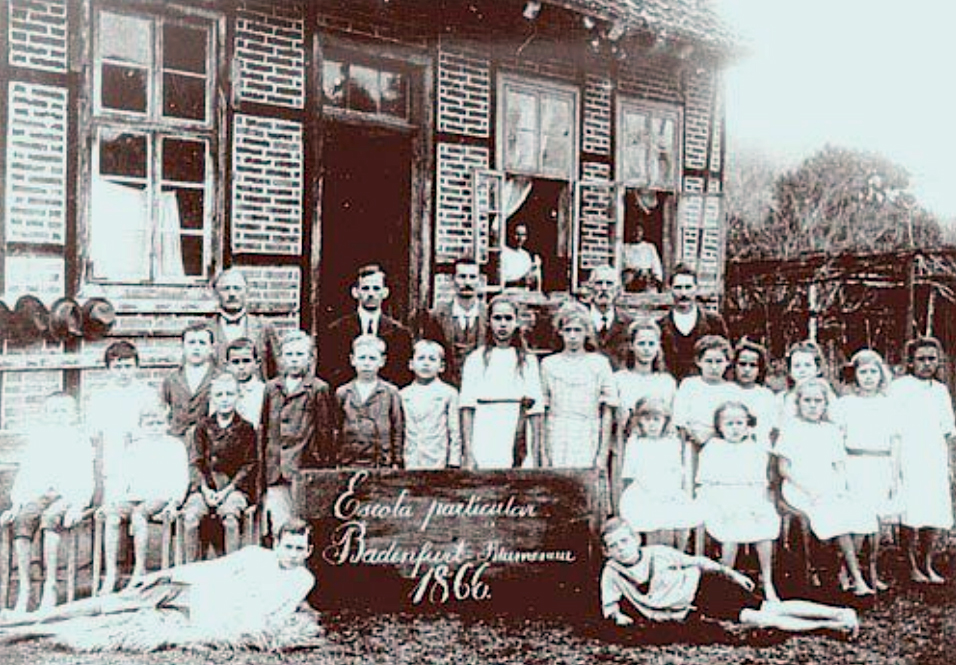
Uma escola de imigrantes alemães em Estrela, 1866.

A capitania de São Pedro do Rio Grande do Sul se transformou em província de São Pedro do Rio Grande do Sul, com a emancipação nacional brasileira (1822). A colonização de imigrantes alemães começou em 1824. Os colonizadores alemães se ocuparam da lavoura e incentivaram a ocupação da região do vale do rio dos Sinos. Era comum a vinda de europeus para o Rio Grande do Sul, no decorrer de cerca de cinquenta anos. Os italianos chegaram desde 1875 e se instalaram na região serrana.
A Guerra dos Farrapos, de origem federalista e republicana, eclodiu na província no dia 19 de setembro de 1835. Foi a mais duradoura das revoluções de todas as províncias do Brasil e perdurou 10 anos. A República de Piratini, no município homônimo no sul da província, foi proclamada pelos revolucionários, em 11 de setembro de 1836. O imperador Pedro II do Brasil indicou Luiz Alves de Lima e Silva, o vindouro Duque de Caxias, presidente da província, em 9 de novembro de 1842. Um ano depois, Caxias começou a guerrear contra os rebeldes, os quais foram vencidos pelas tropas imperiais. Foi firmada a paz no dia 28 de janeiro de 1845.
No combate do Brasil em oposição ao argentino Rosas e na Guerra do Paraguai, o Rio Grande do Sul esteve presente com enorme quantidade de recrutas. Malgrado as mortes e as dominações, o fluxo demográfico desenvolveu a província. Esta, para guarnecer as forças, trouxe progresso para a agricultura e a criação de gado.

### Período republicano

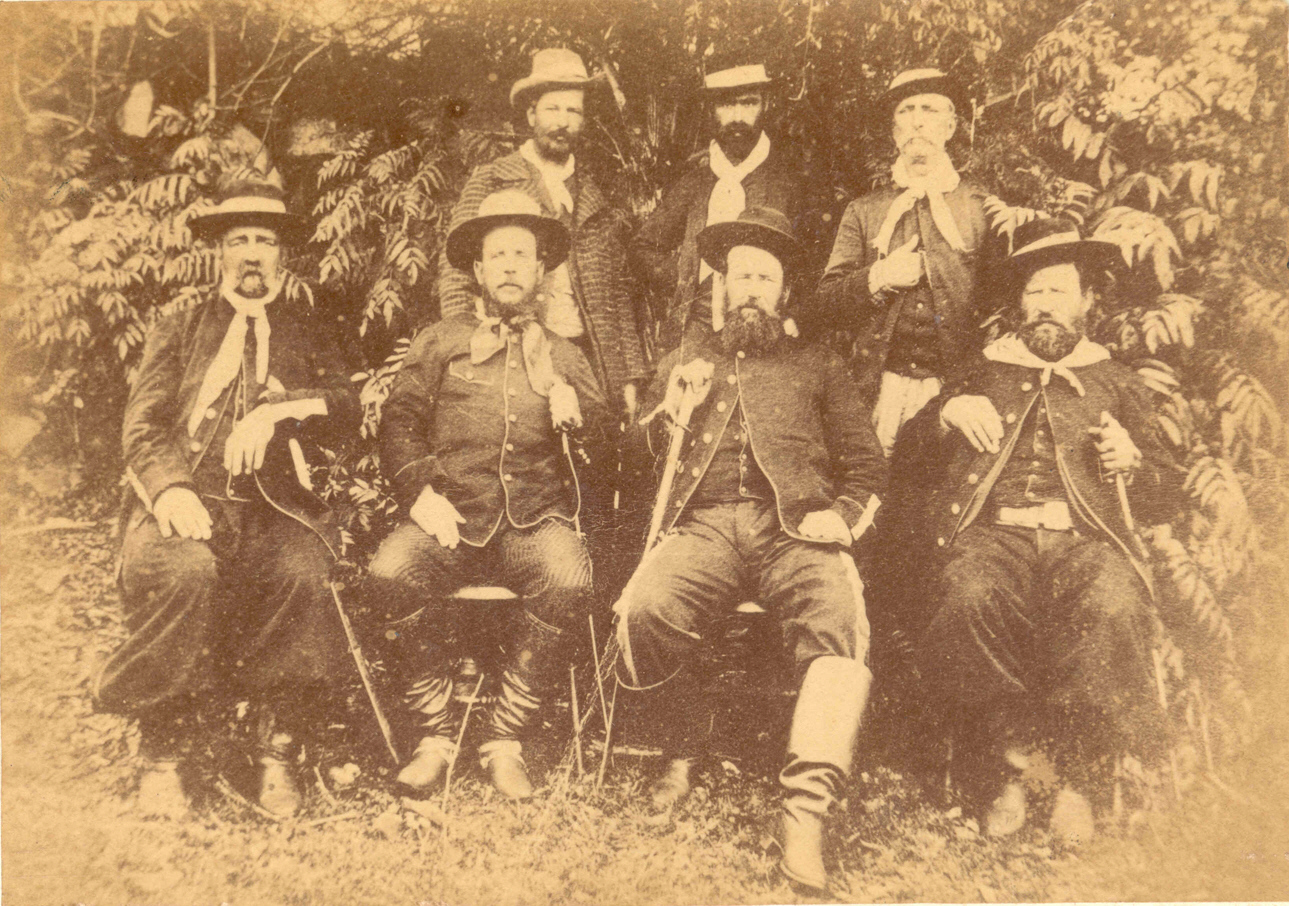
Aparício e Gumercindo Saraiva, chefes da Revolução Federalista, são vistos nesta foto, sentados, no meio.

Aconteceu no Rio Grande do Sul a Revolução Federalista, após a declaração da República no Brasil. Esta era comandada pelo magistrado Gaspar Silveira Martins e foi vencida pelo presidente do estado, Júlio de Castilhos. Em 1895, foi restituída a paz, no entanto, em 1923, a luta, liderada por Assis Brasil, começou novamente, entretanto, chegando ao seu fim, em novembro do mesmo ano. Em 1924, as unidades revoltosas da Brigada Militar, chefiadas pelo capitão Luís Carlos Prestes, deram apoio ao tenentismo paulista. O movimento não teve sucesso e os revoltosos deixaram os municípios que haviam ocupado, dando início à marcha da Coluna Prestes. O republicano Getúlio Vargas, que, em 1928, se elegeu presidente do estado, resolveu as lutas políticas da região.
Paralisaram os conflitos armados e o Rio Grande do Sul aderiu à subida de Vargas ao poder, depois da Revolução de 1930. O estado era politicamente importante à época. Essa importância política tem-se demonstrado em diversas épocas. Jânio Quadros renunciou à presidência, em 1961. Naquele momento, a investidura do vice-presidente, João Goulart, como presidente do Brasil, foi assegurada graças à defesa de duas autoridades. De Leonel Brizola, governador do estado entre 1959 e 1963, e do general Machado Lopes, comandante do III Exército, com sede em Porto Alegre. Brizola foi duas vezes governador do Rio de Janeiro (1983–87; 91–94). Em 1962, foi reeleito Ildo Meneghetti, que já administrou o estado entre 1955 e 1959.
O Rio Grande do Sul, na época em que o Brasil era administrado pelos militares, possuiu como governadores, entre outros: Walter Peracchi Barcelos (1967–1971), Euclides Triches (1971–1975), Sinval Sebastião Duarte Guazzelli (1975–1979) e o arenista José Amaral de Sousa (1979–1983). O pedessista Jair de Oliveira Soares (1983–1987) foi eleito em 1982, com o retorno das eleições diretas para governador. Depois vieram Pedro Simon (1987–1991) e Alceu Collares, que, em 1990, se elegeu e, em 1991, tomou posse. O peemedebista Antônio Britto foi eleito governador em 1994 e empossado em 1995. Olívio Dutra foi eleito governador em 1998, assumindo o poder em 1999. Seguiram-se Germano Rigotto (2003–2007), Yeda Crusius (2007–2011), Tarso Genro (2011–2015), Ivo Sartori (2015–2019) e Eduardo Leite (desde 2019).

#### Enchentes de 2024

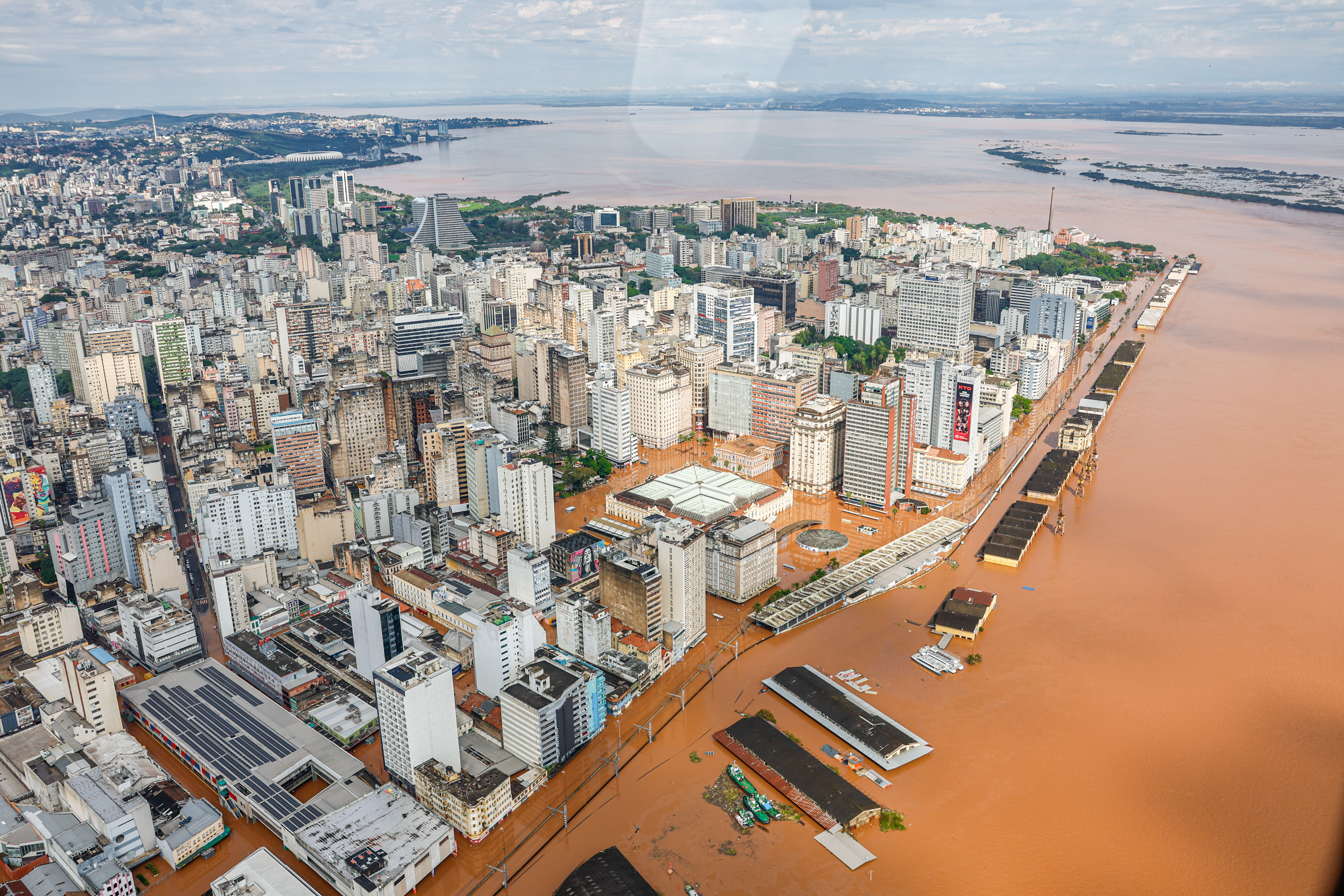
Centro de Porto Alegre inundado em 2024, com o lago Guaíba superando o nível da histórica cheia de 1941.

De abril a maio de 2024, em várias cidades do estado chovera entre 500 e 700 mm, equivalendo a um terço da média histórica de índice de chuvas para todo um ano, e em diversas outras, a pluviosidade permanece de 300 a 400 mm. A precipitação exorbitante atingiu mais de 67% do território estadual, e conforme a Defesa Civil, até as 9 horas de 11 de maio, 444 municípios registraram danos, sendo reportados 136 mortos, 125 desaparecidos e 756 feridos. Aproximadamente 1,95 milhão de pessoas foram atingidas e cerca de 411 mil precisaram partir de suas residências. Centenas de milhares de indivíduos permaneceram sem água, energia elétrica ou comunicações. A Confederação Nacional de Municípios calculou prejuízos na quantia de R$ 4,6 bilhões, especialmente no setor imobiliário. Em 5 de maio o governo da União declarou estado de calamidade pública. O governo gaúcho especificou a condição como “a maior catástrofe climática” da história do estado. O evento extremo teve reflexos na mídia mundial, sobressaindo sua ligação com as mudanças climáticas.

## Geografia

Cascata do Caracol, no Parque Estadual do Caracol, em Canela

Os solos florestais e campestres são bastante diferentes. Os primeiros são apropriados a plantios na agricultura, ao passo que os campestres servem à pecuária. A geomorfologia gaúcha é constituída em boa parte por áreas baixas e aplainadas, ou suavemente onduladas. Compreende seis unidades geomorfológicas diferentes. São elas: A baixada litorânea, o planalto basáltico, a encosta do planalto (ou Serra), a depressão central, as serras de sudeste e a planície da Campanha.

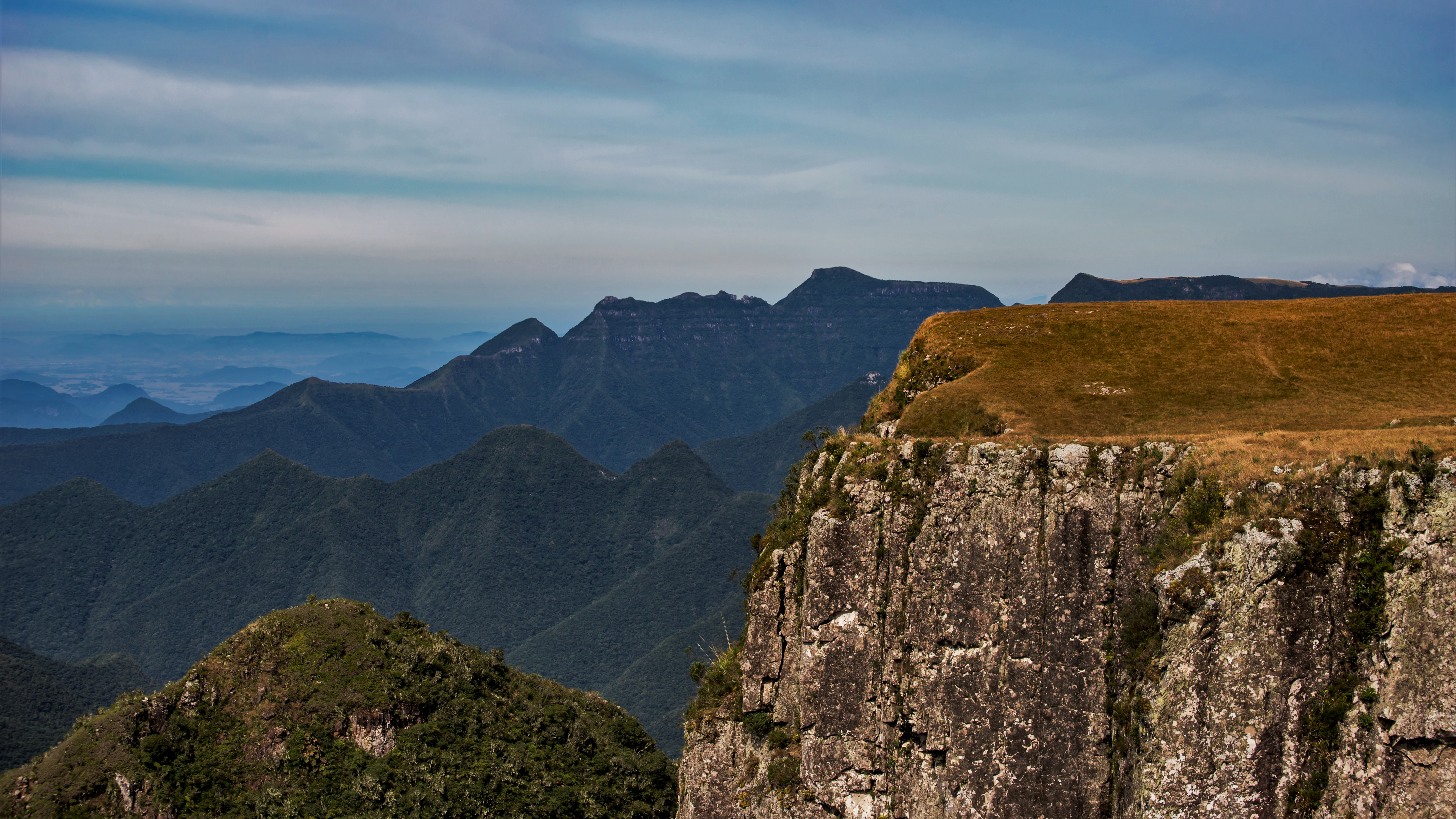
Vista do Pico do Monte Negro, o ponto mais elevado do estado.

A baixada litorânea segue todo o litoral do estado. É formado por um cinturão de terrenos arenosos, de comprimento variável.  Ao norte do estado, eleva-se o planalto basáltico. Em sua parte oriental, forma uma escarpa abrupta, com elevações além de 1 200 metros. Constitui a região mais alta do estado. A oeste diminui levemente, atingindo 670 metros na zona de Passo Fundo e somente 250 metros em Santa Rosa. A encosta do Planalto abrange dois trechos diferentes. São eles: a leste, uma cuesta escarpada que compõe a serra Geral. A oeste, uma geomorfologia montanhosa, atravessada por uma enorme quantidade de rios, dentre eles o Jacuí, Caí, Taquari e Ibicuí. Vai diminuindo de altitude à proporção que se aproxima do vale do rio Uruguai.
A depressão central está situada no vale do rio Jacuí, dividindo o estado em duas partes, na direção leste-oeste. Suas altitudes médias são pouco elevadas, não ultrapassando os cem metros. O planalto dissecado de sudeste abrange essa região do estado. Ele é constituído por ondulação de terras, com altitudes oscilando por volta de 500 m. Recebe os nomes locais de serras do Erval, do Canguçu, dos Tapes e das Encantadas. A planície da Campanha está localizada a oeste do planalto dissecado de sudeste. Possui, em sua extensão total, enormes vales e inúmeras coxilhas (reduzidas e sucessivas elevações, em formato de bola).

### Hidrografia

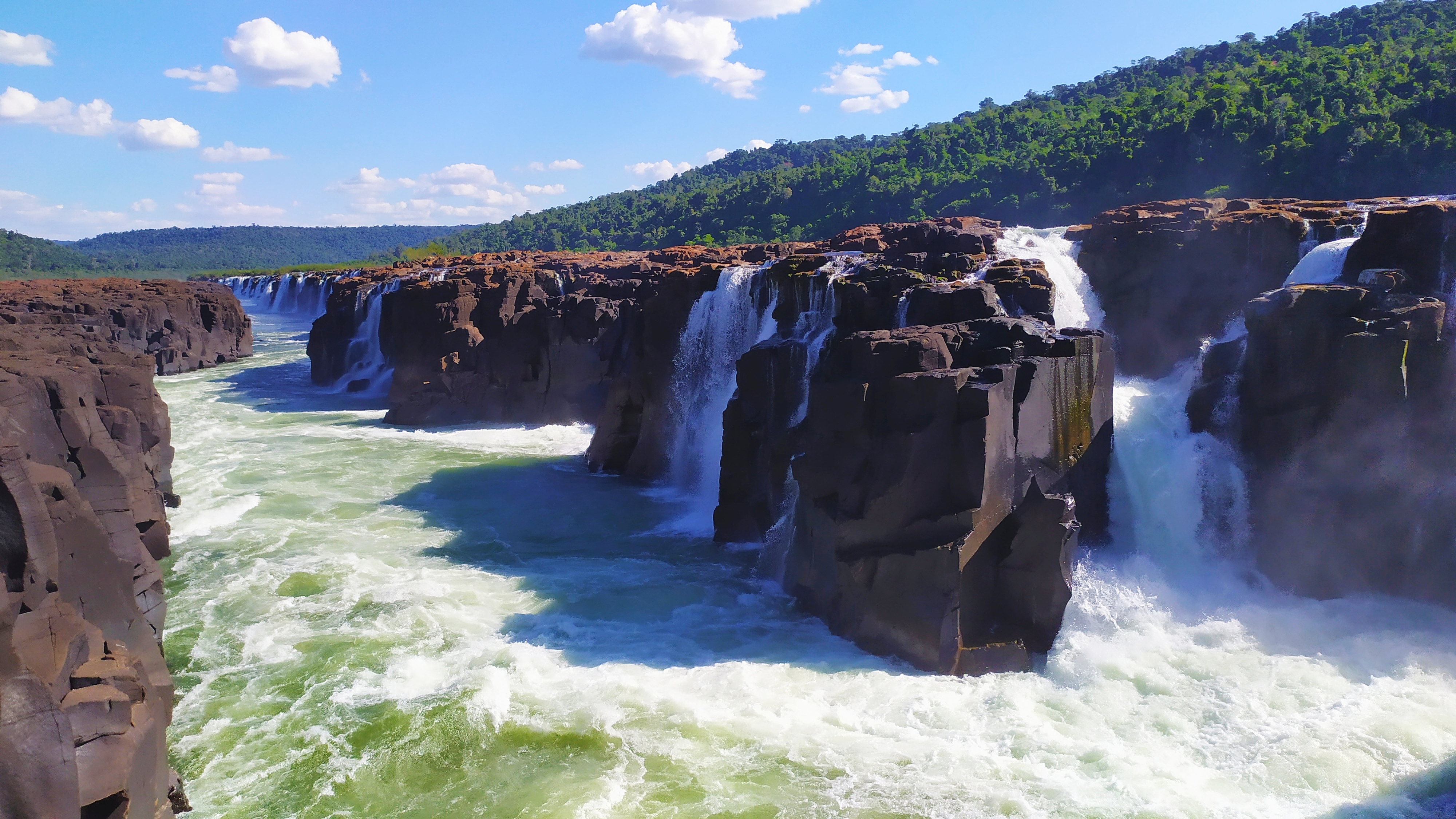
Salto do Yucumã, no rio Uruguai, a mais extensa cachoeira longitudinal do planeta Terra.

A rede hidrográfica abrange rios subordinados à bacia do rio Uruguai e flúmens que descem em direção ao oceano Atlântico. Os rios Jacuí, Taquari, Caí, Gravataí, Guaíba e dos Sinos, dentre outros, são razoavelmente navegáveis. Todo o oeste do estado e um curto cinturão de terrenos no decorrer da divisa com Santa Catarina integram a bacia do rio Uruguai. Abrange, além do rio Uruguai e seu afluente, o Pelotas, os tributários da margem sul: o Passo Fundo, o Ijuí, o Piratini, o Ibicuí e o Quaraí.
A bacia hidrográfica do Atlântico Sul compreende toda a metade leste do estado. Esta é irrigada por rios cujas águas, antes de alcançar o mar, vão chegar a uma das lagoas da costa. Dessa forma, a lagoa Mirim recebe as águas do rio Jaguarão, a dos Patos, as dos rios Turuçu, Camaquã e Jacuí. A lagoa dos Patos recebe as águas deste último através do estuário do Guaíba. A lagoa dos Patos se liga com a lagoa Mirim por meio do canal de São Gonçalo, e com o mar através da barra do rio Grande. Além das duas enormes lagoas, existem também diversas outras, pequenas, na baixada litorânea, dentre elas a Itapeva, dos Quadros, do Peixe e Mangueira.

### Clima

Clima do Rio Grande do Sul.

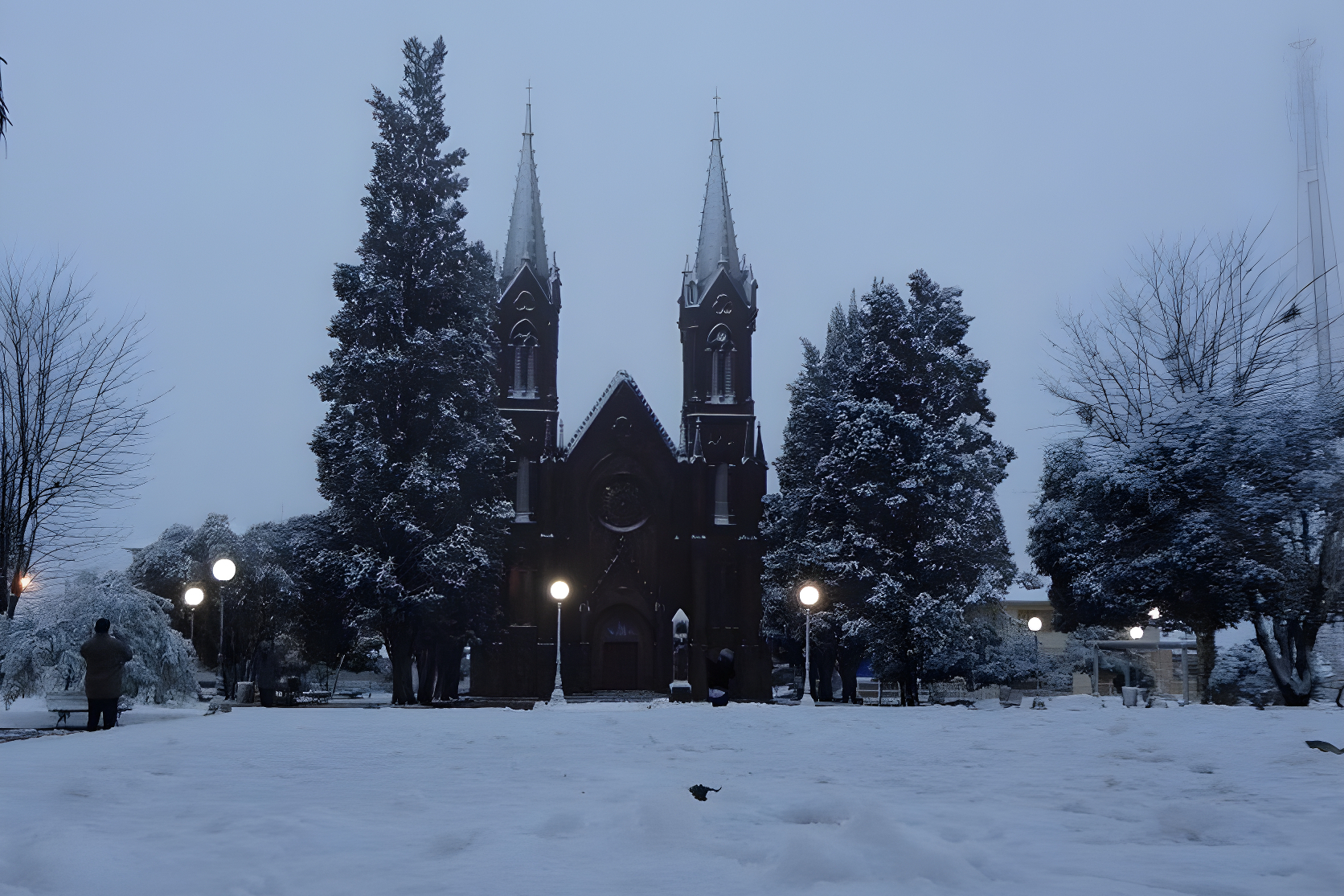
Neve em Vacaria, em 2020.

O território gaúcho abrange dois tipos climáticos. O clima subtropical, com chuvas bem divididas ao longo do ano e verões cálidos (Cfa na classificação de Köppen), aparece em boa parte do estado. Marca temperaturas médias de 18 °C anuais e uma pluviosidade de 1 500 mm. O clima Cfb, subtropical, apresenta chuvas anuais bem divididas e verões suaves. Aparece nas partes mais altas do território do Rio Grande do Sul. Ou seja, na parte mais elevada do planalto basáltico e planalto dissecado de sudeste. Bate temperatura média de 16 °C anuais e pluviosidade de 1 100 mm por ano. Dos ventos que assopram no estado, ambos possuem nomes regionais: o pampeiro, vento morno, que vem dos pampas platinos; e o minuano, frio, de origem andina.
No que diz respeito às chuvas, a zona mais úmida do estado é o planalto, com precipitações pluviométricas em torno de 1 900 mm. Enquanto isso, a porção com o menor regime pluviométrico do estado é o extremo sul. Este possui quantidade anual de chuvas por volta de 1100 mm no município de Santa Vitória do Palmar. Os municípios de Uruguaiana, Lajeado e Campo Bom são reconhecidos por registrarem temperaturas elevadas durante o período estival, atingindo, em algumas ocasiões, marcas próximas a 40 °C. Além disso, o estado experimenta, nas estações outonal e invernal, a ocorrência do fenômeno climático denominado veranico, caracterizado por uma sequência de dias com temperaturas extremamente elevadas para a época do ano.
A menor temperatura oficialmente documentada no estado foi de -9,8°C, observada na localidade de Bom Jesus em 1º de agosto de 1955. Registros não oficiais indicam a ocorrência de -11 °C em São José dos Ausentes, aferida pelo termômetro da subprefeitura em 2 de agosto de 1991, quando essa localidade ainda integrava o município de Bom Jesus. Em contraposição, o recorde absoluto de temperatura máxima foi constatado no município de Quaraí, onde os termômetros marcaram 43,8 °C em 4 de fevereiro de 2025, superando o recorde anterior de 42,9 °C, registrado em Uruguaiana no dia 27 de fevereiro de 2022.

### Vegetação

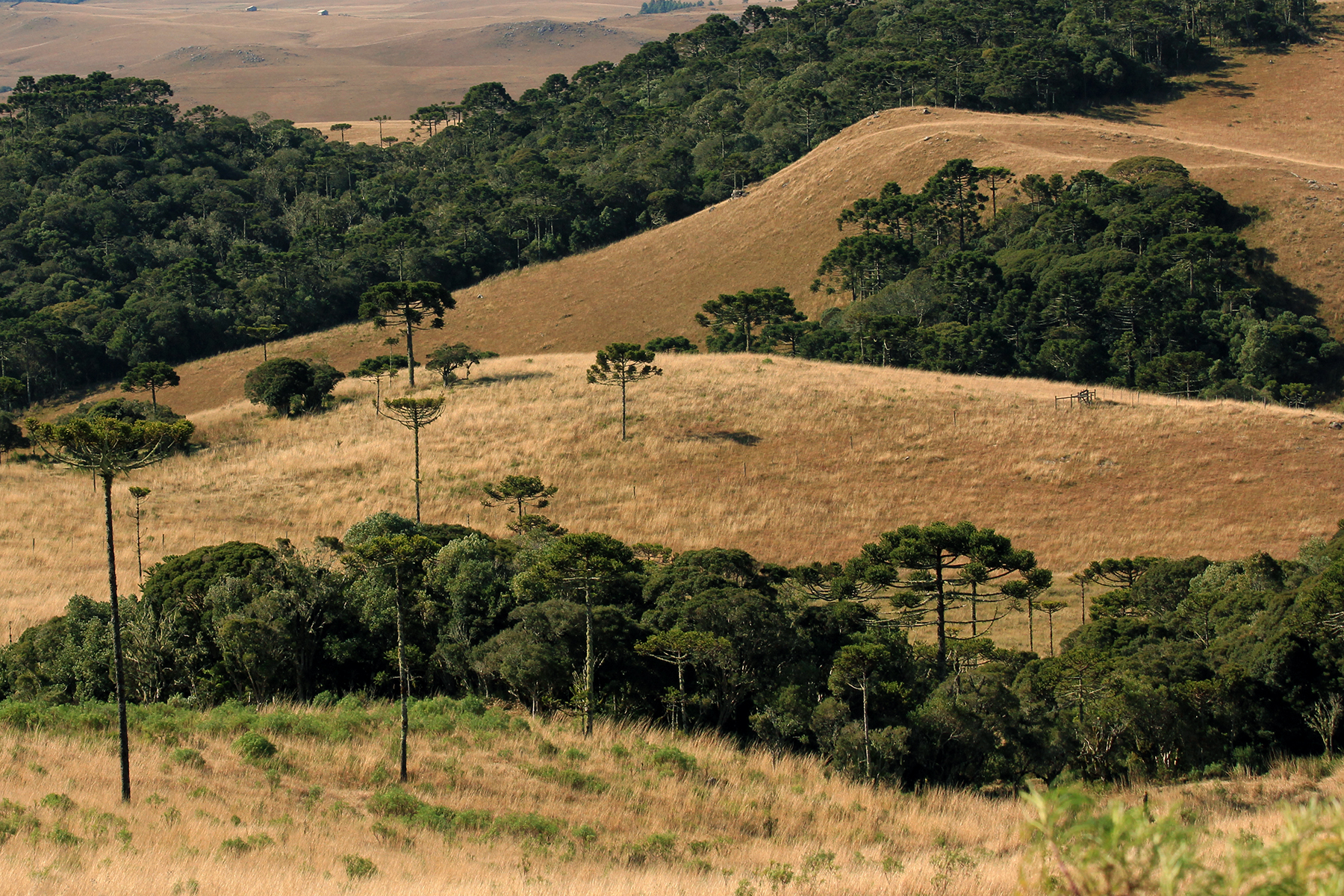
Araucárias, típica dos gelados Planaltos Rio-Grandenses

Dois gêneros de vegetação aparecem no Rio Grande do Sul: campos e florestas. Os campos dominam mais de 66% da área do estado. Em geral, revestem as regiões de relevo médio, aplainadas ou levemente onduladas, quer dizer, a depressão central e boa parte do planalto basáltico.
As florestas revestem 29% das terras do estado. Ocorrem na encosta e nas partes mais altas do planalto basáltico, no planalto dissecado de sudeste. Aparecem, ainda, no formato de matas ciliares e capões, espalhados pelos campos que envolvem o restante do estado. Nas regiões mais elevadas, com altitude superior a 400 m, ocupa a denominada floresta de araucária, que mistura as latifoliadas com coníferas.
Em dois gêneros de mata, existe a erva-mate, motivo de extração econômica a partir do começo da colonização do estado. Em mais de 5% das terras do estado, aparece a vegetação litorânea, desenvolvida nas areias do litoral.

## Demografia
A população do Rio Grande do Sul no censo demográfico de 2022 era de 10 882 956 habitantes, sendo a 6.ª unidade da federação mais populosa do país, centralizando cerca de 5,36% da população brasileira e apresentando uma densidade demográfica de 39,36 moradores por quilômetro quadrado (a 13.ª maior do Brasil). Ao mesmo tempo, 51,7% eram mulheres e 48,3% homens, tendo uma razão de sexo de 93,4. Em dez anos, o estado apresentou uma taxa de crescimento populacional de 0,15%.
No censo demográfico de 2010, a população era de 10 693 929 habitantes. Conforme este mesmo censo demográfico, 85,10% dos habitantes moravam na zona urbana e os 14,90% remanescentes na rural.
O Índice de Desenvolvimento Humano do estado do Rio Grande do Sul é considerado alto conforme o PNUD. Segundo o último Atlas do Desenvolvimento Humano do Brasil, divulgado em 2013, com dados relativos a 2010, o seu valor era de 0,746. Encontra-se na sexta colocação ao nível nacional e na terceira ao regional, depois do Paraná. Considerando-se o índice de longevidade, seu valor é de 0,840 (4.º), o do de renda é 0,769 (5.º) e o de educação é de 0,642 (8.º). Em 2003, o coeficiente de Gini, que mede a desigualdade social, era de 0,48 e a incidência da pobreza de 25,94%. A taxa de fecundidade do Rio Grande do Sul é de 1,76 filhos por mulher, uma das mais baixas do Brasil.

### Hierarquia urbana e regiões metropolitanas

Densidade demográfica dos municípios do Rio Grande do Sul (em hab./km²).

Dos 496 municípios gaúchos, apenas um tinha população acima dos quinhentos mil. Outros 17 tinham entre 100 001 e 500 000. 18 com mais de 100 000, 24 de 50 001 a 100 000. 58 de 20 001 a 50 000, 65 de 10 001 a 20 000. 104 de 5 001 a 10 000. 193 de 2 001 a 5 000 e 34 até 2 000. Porto Alegre, sozinha, abrigava 13,2% do total de habitantes. Além disso, possuía a quarta maior densidade demográfica, três vezes menor que Esteio, em relação aos demais municípios (2 690,50 hab./km²), enquanto Pedras Altas, no sul, detinha a mais baixa (1,50 hab./km²).
Todo o território gaúcho se acha na área influenciada pela capital gaúcha. A ação da cidade de Porto Alegre atinge também uma pequena faixa ao sul do estado de Santa Catarina. No interior do Rio Grande do Sul, a influência da capital gaúcha é efetivada por intermédio de centros intermediários. Entre estas cidades grandes estão Caxias do Sul, Passo Fundo, Pelotas-Rio Grande. Erechim, Santa Cruz do Sul, Cruz Alta. Ijuí, Santa Maria, Bagé, Sant'Ana do Livramento. Alegrete e Uruguaiana.
A capital gaúcha está entre as cidades mais populosas do Brasil. Sua área urbana se expandiu através dos municípios vizinhos. Essa expansão urbana conduziu à formação de uma aglomeração a que pertencem Canoas, Guaíba, Viamão. Alvorada, Sapucaia do Sul, Gravataí. Cachoeirinha, São Leopoldo, Novo Hamburgo. Esteio, Montenegro, Campo Bom. Sapiranga, Taquara, Santo Antônio da Patrulha. Parobé, Estância Velha, Eldorado do Sul. Charqueadas, Igrejinha, Portão. Dois Irmãos, Triunfo, Nova Santa Rita. São Jerônimo, São Sebastião do Caí, Ivoti. Rolante, Nova Hartz, Arroio dos Ratos. Capela de Santana, Glorinha e Araricá.

A Grande Porto Alegre, criada pela lei complementar federal n.º 14, de 1973, foi a mais antiga RM do Rio Grande do Sul a ser instituída, inicialmente com catorze municípios, até chegar aos 34 atuais. Tem ainda a maior população do estado, com cerca de 4,3 milhões de moradores, e a quinta maior do Brasil. Em 29 de agosto de 2013, por intermédio de lei complementar estadual, foi fundada a Região Metropolitana da Serra Gaúcha, a primeira já criada no interior do estado.

### Idiomas
O português é o idioma oficial do Rio Grande do Sul. Além disso, parte da população ainda conversa em demais idiomas, como o caingangue ou o mbyá-guarani, de povos indígenas. E ainda o portunhol riverense em regiões fronteiriças.
Expressiva porção da população gaúcha, geralmente os descendentes de imigrantes alemães e italianos, dentre outros, também conversam nos seguintes idiomas. São eles: Riograndenser Hunsrückisch (uma língua regional sul-brasileira falado desde há quase dois séculos por boa parte dos teuto-brasileiros no Rio Grande do Sul). Plattdietch ou plattdüütsch (união dos dialetos do baixo-alemão ao qual está subordinado o dialeto Pomerano falado em diversas regiões do sul do Brasil). Talian (versão sul-brasileira do vêneto). Castelhano (falado nas áreas limítrofes entre o Brasil, a Argentina e o Uruguai, Paraguai, Bolívia, etc.). E em menor quantidade, também há muitos outros núcleos de línguas e dialetos no Rio Grande do Sul, como polonês, lituano, árabe e iídiche.

### Religiões

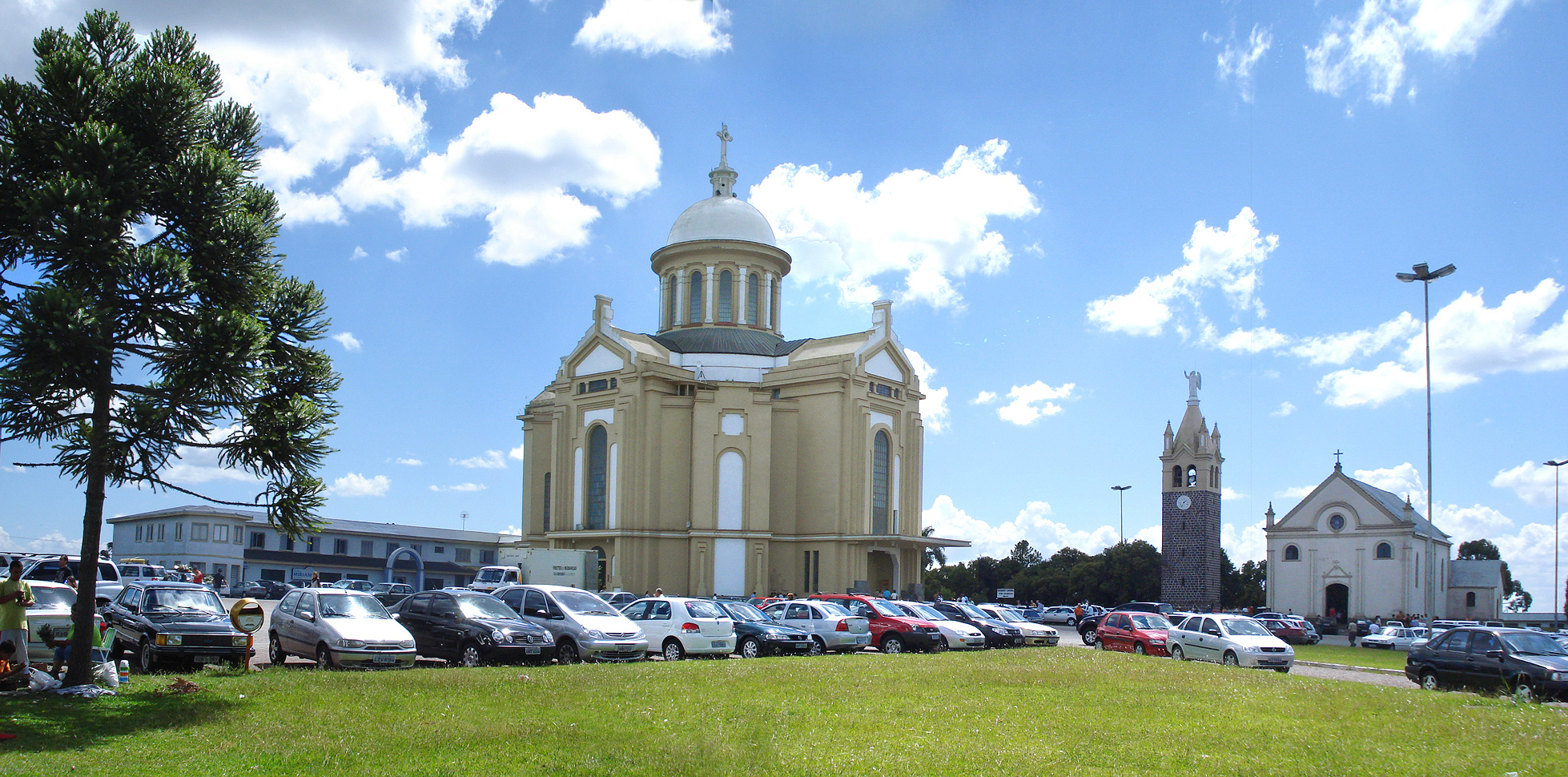
O Santuário de Nossa Senhora de Caravaggio, em Farroupilha.

Conforme o censo demográfico de 2010, a população do Rio Grande do Sul é formada por católicos apostólicos romanos (68,82%); protestantes ou evangélicos (18,32). Espíritas (3,21%); testemunhas de Jeová (0,53%); mórmons (0,25%); c. a. brasileiros (0,38%). Budistas (0,06%); novos religiosos orientais (0,05%), dentre os quais os messiânicos (0,03%). Islâmicos (0,03%); c. ortodoxos (0,08%); umbandistas (1,31%). Judaístas (0,07%); espiritualistas (0,04%). Tradições esotéricas (0,04%). Indígenas (0,01%). Candomblezeiros (0,08%) e hinduístas (0,00%). Outros 5,90% não tinham religião, incluindo-se aí os ateus (0,47%) e agnósticos (0,08%).
Segundo a divisão da Igreja Católica no Brasil, o Rio Grande Sul pertence à Regional Sul III e seu território é dividido em quatro províncias eclesiásticas. Estas são formadas pelas arquidioceses de Porto Alegre. Esta é dividida em quatro dioceses sufragâneas: Caxias do Sul, Montenegro, Novo Hamburgo e Osório; Pelotas. Esta é subdividida em duas: Bagé e Rio Grande; Passo Fundo, subdividida em três: Erechim, Frederico Westphalen e Vacaria. E Santa Maria. Esta é fragmentada em cinco: Cachoeira do Sul, Cruz Alta, Santa Cruz do Sul, Santo Ângelo e Uruguaiana.
O Rio Grande do Sul também possui os mais diversos credos protestantes ou reformados. São a Igreja Universal do Reino de Deus, a congregação cristã, a batista e a Assembleia de Deus as maiores denominações. Como mencionado, 18,32% da população gaúcha se declararam evangélicos, sendo que 15,76% pertenciam às igrejas de origem pentecostal, 8,43% às evangélicas não determinadas e 5,70% às de missão.

### Composição étnica, migração, povos indígenas e racismo

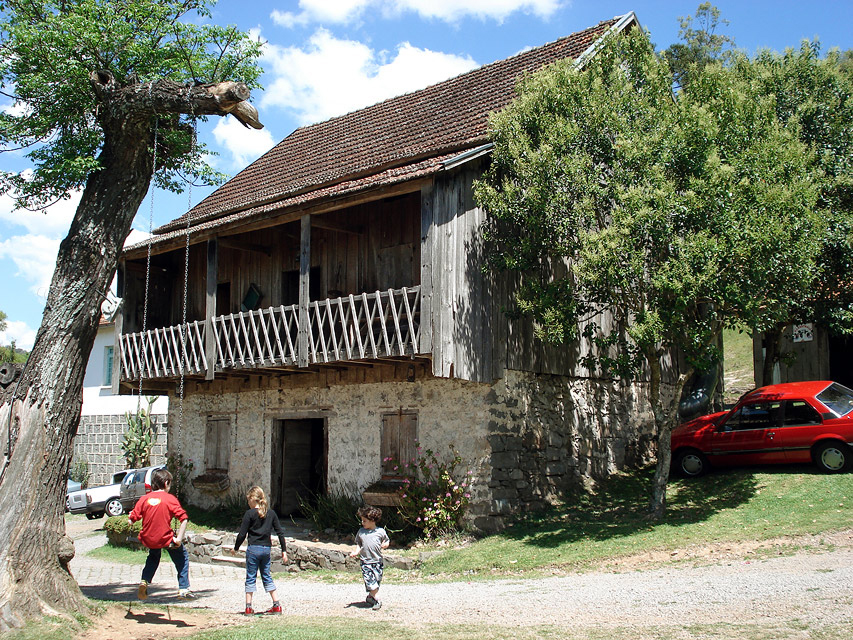
Casa de pedra e madeira do fim do século XIX, um exemplar típico da arquitetura italiana da zona rural de Caxias do Sul

O Rio Grande do Sul pode ser decomposto em quatro regiões culturais, nas quais eram, em sua maioria, etnias distintas. Estas, desde o binômio sociedade-natureza e por intermédio de sistemas simbólicos materializados na paisagem via códigos culturais, constituíram zonas com aspectos próprios. O estado pode ser dividido, por isso, nas seguintes regiões. São elas: região cultural 1 (constituída pela presença indígena, lusitana, castelhana, africana e açoriana); região cultural 2 (representada pela presença germânica). Região cultural 3 (individualizada pela etnia italiana) e a região cultural 4 (formada pela presença de etnias mistas).
A população do Rio Grande do Sul é composta basicamente por caucasianos, pardos, afro-brasileiros e povos indígenas. No Brasil colonial, os espanhóis, que tiveram suas missões jesuíticas destruídas pelos bandeirantes, foram os primeiros a iniciar o povoamento no interior gaúcho. O Rio Grande do Sul foi colonizado por portugueses, milicianos. Foi povoado também por demais imigrantes europeus (açorianos, espanhóis, italianos, alemães, poloneses e ucranianos). Sul-americanos (argentinos e uruguaios). Caribenhos (cubanos e haitianos). Africanos, judeus e japoneses.
Hoje residem no Rio Grande do Sul, segundo o IBGE, pouco mais de 32 mil indígenas; 43,55% da população (15.724) reside em terras indígenas e 56,45% (20.378) vive fora de terras indígenas, de acordo com o censo demográfico de 2022. Estes se distribuem em quatro grupos, que abrangem área de 112 925,67 hectares de extensão. Destes, merece destaque o mais extenso, a reserva indígena Guarita, localizada entre os municípios de Redentora, Tenente Portela e Erval Seco.
Segundo pesquisa de autodeclaração do censo de 2022, 78,42% dos gaúchos se reconheceram como brancos, 14,67% pardos, 6,52% pretos, 0,07 amarelos e 0,31% indígenas. Em 2010, 99,77% eram brasileiros (99,68% natos e 0,09% naturalizados) e 0,23% estrangeiros. Dentre os brasileiros, 98,32% naturais do Sul (96,18% do próprio estado) e 1,1% em demais regiões. 0,59% são do Sudeste, 0,29% do Nordeste, 0,15% do Centro-Oeste e 0,07% do Norte. Entre os estados de origem dos imigrantes, Santa Catarina possuía o maior percentual de residentes (1,46%). Esta é acompanhada por Paraná (0,68%), São Paulo (0,31), Rio de Janeiro (0,17), Minas Gerais (0,09) e Ceará (0,07).
As denúncias de ocorrências de racismo mais do que aumentaram no Brasil de 2022 a 2023, e o Rio Grande do Sul é o estado que denunciou os maiores índices. Segundo a pesquisa, esses registros cresceram 127%, ultrapassando de 5,1 mil em 2022 para 11,6 mil em 2023. As ocorrências de racismo igualmente subiram: foram 12,2 mil casos em 2022 e 13,8 mil em 2023, aumento de 13,5% em um ano.
Dentre todos os estados, o Rio Grande do Sul foi o que denunciou o maior índice absoluto de ocorrências de racismo: 2.857, crescimento de 13,2% em relação aos 2.523 casos de 2022. Ademais, o estado apresentou o maior índice de ocorrências por moradores: 26,3 a cada 100 mil residentes; a média nacional foi de 5,7. O estado ainda teve crescimento de 10,5% nas ocorrências de racismo, excedendo de 162 casos em 2022 para 179 em 2023.

## Governo e política
O estado do Rio Grande do Sul, da mesma forma que uma república, é administrado por três poderes, totalmente sediados na capital, Porto Alegre. São eles: o executivo, constituído pelo governador do Rio Grande do Sul. O legislativo (Assembleia Legislativa do Rio Grande do Sul). E, por fim, o judiciário (Tribunal de Justiça do Rio Grande do Sul e outros tribunais, e juízes). São símbolos do Rio Grande do Sul a bandeira, o brasão e o hino.
O poder executivo gaúcho é desempenhado pelo governador do Rio Grande do Sul. Este é sucedido, em seus impedimentos, pelo vice-governador do Rio Grande do Sul, e assessorado pelos secretários estaduais. A matriz do poder executivo do estado, o Palácio Piratini, começou a ser construída pelo arquiteto francês Maurice Gras em 1896 e teve sua construção reiniciada em 1909, para suceder o antigo Palácio de Barro. Foi, depois do Forte Apache, ocupado pelo governo estadual em 17 de maio de 1921 e inaugurado na década de 1970. Sofreu profundas alterações em sua estrutura.
A partir do início da república, tomou posse pela primeira vez do governo do estado o marechal José Antônio Correia da Câmara. Este se encontrava no poder de 15 de novembro de 1889 a 10 de fevereiro de 1890. Foi somente no ano de 1947 quando foi empossado o primeiro governador eleito pela população, Walter Jobim.
O poder legislativo estadual é unicameral e representado pela Assembleia Legislativa do Rio Grande do Sul (Palácio Farroupilha), formada por 55 deputados estaduais. No Congresso Nacional, a representação gaúcha é de três senadores e 31 deputados federais.
A mais alta corte do Poder Judiciário é o Tribunal de Justiça do Rio Grande do Sul, localizado no Centro Histórico. Conforme o Tribunal Superior Eleitoral, o Rio Grande do Sul possuía, em outubro de 2020, 8 423 308 eleitores, significando 5,596% do eleitorado brasileiro, o 5.º maior do país.

## Subdivisões
O Rio Grande do Sul surgiu como unidade política em 1807, com quatro vilas. A vila mais antiga é a do Rio Grande, fundado em 1737, e a última desse período foi Rio Pardo, criada em 1809. Com a Independência do Brasil, a província de São Pedro do Rio Grande do Sul foi organizada em 1823 e naquele ano seu território já se dividia em cinco cidades e vilas. Do Império até a República passou de cinco para 497 municípios. Constitui o terceiro estado com o maior número e o primeiro da região Sul.

## Economia

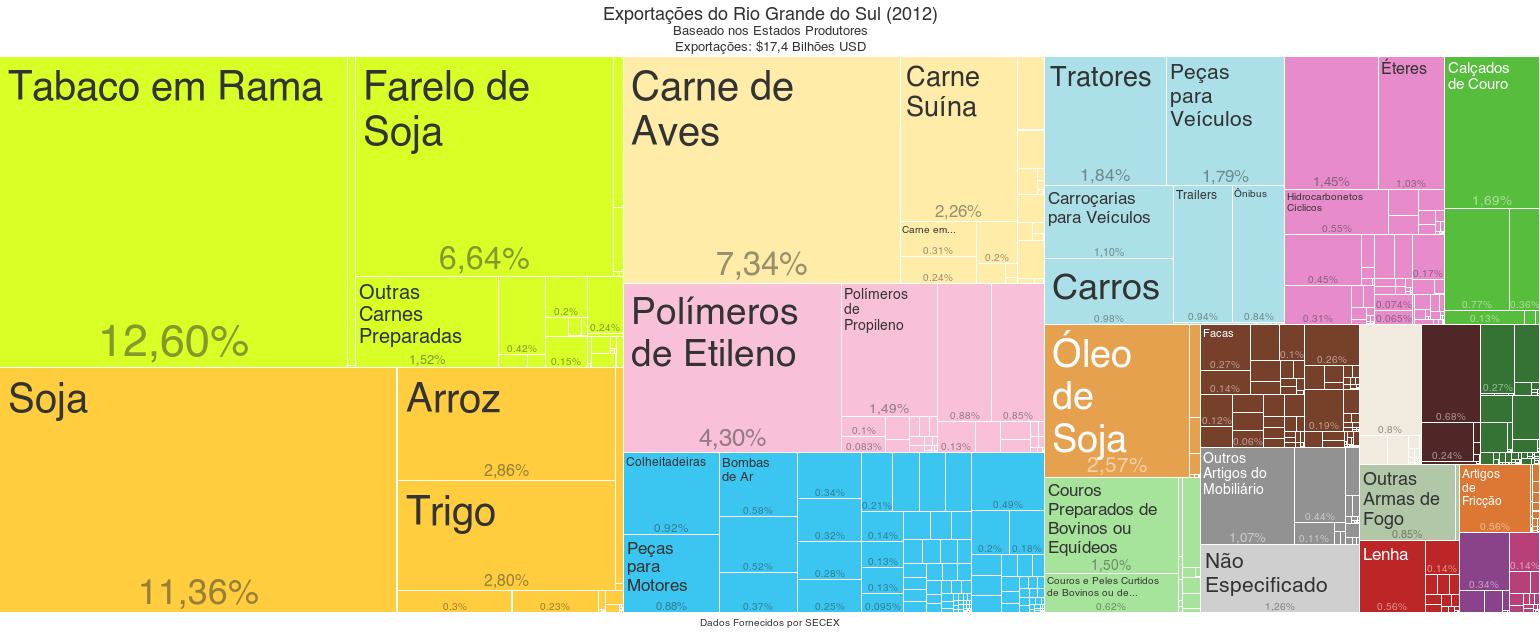
Exportações do Rio Grande do Sul – (2012).

Entre as maiores se destacam: Lojas Renner, Companhia Zaffari, AES Sul. Rio Grande Energia, Bianchini, Companhia Estadual de Energia Elétrica. Corsan, Calçados Beira-Rio, Panvel. Celulose Riograndense, SLC Agrícola, Getnet. Unidasul, Marcopolo, RPR, Randon. Hospital Nossa Senhora da Conceição, Oleoplan, Vonpar Refrescos. Hospital de Clínicas de Porto Alegre, ThyssenKrupp, Cotrisal. Lojas Colombo, Vibra, Alibem. Josapar e Tramontina.
O Rio Grande do Sul é a 5.ª unidade federativa mais rica do Brasil, possuindo 5,9% da economia do país. O estado também é um grande exportador. Em 2019, foi a quarta maior unidade federativa brasileira em exportação, participando com 8,3%.

### Setor primário
O setor terciário constitui o mais relevante e maior da economia gaúcha ao nível nacional. Em 2013, os serviços respondiam só por 12,0% do valor adicionado bruto em relação à economia do Brasil.
O Rio Grande do Sul fornece quase 90% da uva e vinho do Brasil e 70% do arroz do país. Produz boa parte do tabaco, o qual é quase totalmente exportado. É o 3.º plantador de soja com 16% do que é produzido em território nacional; 3.º maior produtor de milho; e 3.º plantador  de tangerina. É um dos maiores plantadores de trigo, aveia e erva-mate, junto do Paraná. Um dos maiores plantadores de maçã, junto de Santa Catarina; constitui o 4.º maior fornecedor de mandioca; o 5.º mais importante na produção de laranja. Além disso, é um produtor de quantidades expressivas de pêssego, figo, caqui e morango, dentre outros.
Com uma ampliação rápida de sua lavoura nos anos 1970, a soja (15,7 milhões de toneladas), se transformou no mais importante produto agrícola gaúcho. A área de produção está espalhada por todo o quadrante norte-ocidental do estado e abriga determinadas partes da depressão central e principalmente do planalto basáltico. O trigo (1,7 milhões de toneladas), plantado em condições ecológicas bem diversas, é cultivado seja em áreas campestres, seja em zonas de florestas. Nas primeiras, apresenta a característica de monocultura extensiva e mecanizada. Nas áreas florestais, aparece como pequena lavoura incorporada no sistema de rotação de cultura, a que se dedicam pequenos agricultores. A mais importante região produtora constitui o planalto basáltico, especialmente sua parte oeste.
O arroz (8,7 milhões de toneladas) constitui cultivo característico das regiões mais baixas do estado. Constitui plantio frequentemente irrigado e na planície litorânea, como seus solos arenosos são inférteis, adquire significativa utilização de fertilizantes químicos. O milho (5,5 milhões de toneladas) representa cultura extremamente disseminada nas regiões de terrenos que abrigavam florestas. Está habitualmente ligado à suinocultura, para o qual colabora como ração. A mandioca (1,2 milhão de toneladas) está distribuída geograficamente da mesma forma que o milho. Além de ser usada na nutrição da população do campo, costuma ser utilizada como forragem por suinocultores e bovinicultores.
O plantio do tabaco (300,8 mil toneladas) está concentrado na região do sopé baixo da serra Geral, nas zonas do Taquari e do Pardo. Outra cultura principal do estado constitui-se na da uva (500,7 mil toneladas), concentrada na região do sopé superior da serra Geral, nas zonas do Taquari e do Caí.
O Rio Grande do Sul merece destaque por seu setor agropecuário. A criação de gado bovino (12,5 milhões de cabeças) na região do planalto é destinada mormente à fabricação de leite. Ao invés disso, a pecuária no sul do estado, nas enormes fazendas situadas na região da Campanha, ou estâncias, é destinada ao corte. A ovinocultura (3,7 milhões de cabeças) está concentrada especialmente na parte mais ao sul da Campanha. Em contrapartida, a de suínos (5,7 milhões de cabeças), consome parcela considerável do fornecimento de milho e mandioca, sendo característica das áreas das florestas. Em 2012, o Rio Grande do Sul foi também o maior criador brasileiro de coelhos, com um efetivo de 83 796 rebanhos, superando Santa Catarina.
Constitui o 3.º maior produtor de carne suína (15% de participação), carne de frango (11% de participação) e leite de vaca (participa com 13%) do país. Constitui o maior produtor de mel no Brasil, com 15,2% do que é produzido no país. Em 2017, a Região Sul era a 2.ª maior criadora do país, com 4,2 milhões de cabeças. O Rio Grande do Sul possuía 94,1% do fornecimento de lã no Brasil. As municipalidades de Santana do Livramento, Alegrete e Quaraí estavam no topo da atividade. Hoje, o fornecimento de carne passou a ser a mais importante função da produção estadual de ovinos. Isso devido ao aumento dos preços pagos ao produtor que o transformaram na fonte de renda mais acolhedora e lucrativa.
Destacam-se os pastos orgânicos da campanha gaúcha, em sua maior parte usados em pastoreio continuado e, de modo geral, em pastos demasiadamente extensos. Isso faz permitir a ampliação das atividades pecuárias, de grande resultado na economia da região.

### Setor secundário
O setor terciário constitui o segundo mais relevante da economia gaúcha ao nível nacional. Em 2013, os serviços respondiam só por 6,1% do valor adicionado bruto em relação à economia do Brasil. Contrata 777.301 trabalhadores. Os mais importantes setores fabris constituem: construção (17%), alimentos (14,6%), Serviços Industriais de Utilidade Pública, como Energia Elétrica e Água (10,5%), Máquinas e Equipamentos (6,8%) e Químicos (6,7%). Estes 5 setores centralizam 55,6% da indústria do estado. Outros setores principais constituem-se os de veículos automotores (5,7%), derivados de petróleo e biocombustíveis (5,5%), Couros e calçados (4,8%), Produtos de metal (4,5%) e Celulose e papel (4,0%).
O Rio Grande do Sul constitui um dos estados mais industrializados do Brasil. O mais importante gênero fabril constitui a indústria alimentícia, responsável por parte considerável da importância da produção industrial. Depois vem a metalurgia e as indústrias mecânica, química, farmacêutica, têxtil e de calçado e madeireira e de móveis. O parque industrial da Região Metropolitana de Porto Alegre possui o maior grau de desenvolvimento do estado. Os mais importantes produtos constituem carnes frigorificadas, charques, massas alimentícias e óleo de soja. Entre a principais empresas alimentícias incluem Neugebauer, Camil Alimentos, Fruki, Cervejaria Polar, Vinícola Aurora e Vinícola Salton. Em 2019, o Brasil foi o 2.º maior exportador de alimentos manufaturados do mundo, com uma quantia de U$ 34,1 bilhões em exportações.
No setor metalúrgico, o estado possui uma das empresas mais conhecidas do país, a Tramontina. Esta é responsável por cerca de 8,5 mil empregos com carteira assinada e dispõe de 10 unidades industriais. Outras empresas conhecidas no estado constituem a Marcopolo e a Randon. A Marcopolo é uma companhia que fabrica carrocerias de ônibus. Possuía um valor de mercado de R$ 2,782 bilhões em 2015. A Randon é um grupo de 9 empresas especializadas em soluções para o transporte. Agrega fabricantes de veículos, autopeças, e implementos rodoviários. É responsável por mais de 11 mil empregos com carteira assinada. Contou com um faturamento bruto em 2017 de R$ 4,2 bilhões.
A indústria de calçados e artefatos de couro merece destaque principalmente em São Leopoldo e Novo Hamburgo. No ramo coureiro-calçadista (Indústria do calçado), em 2019 o Brasil fabricou 972 milhões de pares. Eram exportados em torno de 10%, atingindo cerca de 125 milhões de pares. O Brasil se encontra no 4.º lugar da produção mundial, perdendo apenas para a China, Índia e Vietnã, e na 11.ª posição entre os maiores exportadores. O maior polo industrial do Brasil está localizado no Rio Grande do Sul, na região do Vale dos Sinos, em 25 cidades em torno de Novo Hamburgo. É o maior exportador brasileiro do produto: em 2019 foi responsável pela exportação de US$ 448,35 milhões. Boa parte do produto é exportada para os Estados Unidos, Argentina e França.
A indústria mecânica e metalúrgica também é consideravelmente expressiva, especialmente em Porto Alegre, Novo Hamburgo e São Leopoldo. A esses centros, incorpora-se Charqueadas, que comporta duas usinas siderúrgicas como a Gerdau Aços Finos Piratini e a Riograndense. Estas fabricam 2% do aço do Brasil, especialmente para satisfazer as necessidades da indústria automotiva da GM no estado.
Outro parque industrial constitui a denominada região de colonização antiga, à qual pertencem às municipalidades de Caxias do Sul, Garibaldi, Bento Gonçalves, Flores da Cunha, Farroupilha e Santa Cruz. A atividade industrial é caracterizada pela viticultura e beneficiamento de produtos agropecuários, tais como couro, banha, milho, trigo e fumo. No resto do estado, são encontrados vários centros industriais espalhados, totalmente associados ao processamento de matérias-primas agropecuárias. Merecem destaque nesse grupo Erechim, Passo Fundo, Santana do Livramento, Rosário do Sul, Pelotas, Rio Grande e Bagé.
Dentre os minérios do estado merecem destaque o cobre e o carvão. O Rio Grande do Sul foi o primeiro estado a refinar petróleo no Brasil, com a inauguração, em 1932, da Destilaria Sul-Riograndense, em Uruguaiana. Duas refinarias de petróleo e um polo petroquímico, que usa matéria-prima da refinaria Alberto Pasqualini, da Petrobrás (Canoas), conferem ao estado posição de destaque na petroquímica brasileira. Dentre as ocorrências minerais famosas estão jazidas de carvão mineral, minérios de cobre, chumbo, tungstênio e cristal de rocha.
Os remanescentes de araucárias do norte do estado, embora já diminuídos devido à grande extração, são um dos mais importantes produtos do extrativismo vegetal. Os ervais, em considerável dimensão, também favorecem extrativismo vegetal para satisfazer o enorme consumo regional. Plantas que contém tanino, como, exemplificando, a acácia-negra, apesar de serem pouco produzidos, estão dentre os mais importantes recursos da região.

### Setor terciário
O setor terciário constitui o menos relevante e menor da economia gaúcha ao nível nacional. Em 2013, os serviços respondiam só por 5,9% do valor adicionado bruto em relação à economia do Brasil.
A economia do Rio Grande do Sul tem uma alta capacidade produtiva, e a grande população espalhada pelo estado influencia significativamente as atividades comerciais, que apresentam números bastante elevados. O estado mantém um amplo intercâmbio comercial com outras unidades federativas do país e também com nações estrangeiras, como China (22%), Estados Unidos (9,7%), Argentina (4,9%), Vietnã (3,6%) e Bélgica (3,6%), o que resulta em saldos positivos para o estado. No âmbito do comércio exterior, em 2023, o Rio Grande do Sul realizou exportações de produtos no valor de 22 307,9 milhões de dólares e importou bens na quantia de 13 762,2 milhões de dólares. No comércio de cabotagem, as exportações atingiram 1,82 bilhão de dólares, ao passo que as importações totalizaram 852 milhões de dólares.
Os itens principais envolvidos no comércio exterior são: para a exportação — soja (18%), tabaco (10%), farelos de soja (8,7), frango (6,2%), celulose (3,7%), trigo (2,9%), calçados (2,8%) e carne de porco (2,7%); para a importação — adubos (15%), petróleo (15%), caminhões (8,1%), combustíveis (8,1%), ônibus (3,7%) e demais produtos industrializados (3,9%).

#### Turismo
Além dos monumentos históricos e das festividades religiosas e populares, merecem destaque na capital o palácio Piratini (sede do poder executivo do estado). A catedral metropolitana, a igreja de Nossa Senhora das Dores, o parque Farroupilha. O auditório Araújo Viana, a ponte móvel da travessia Getúlio Vargas. O morro Santa Teresa (cujo belvedere oferece um panorama da cidade), o Teatro São Pedro, e o hipódromo de Cristal.
Na costa incluem-se algumas praias famosas. O mais importante é a de Torres, com as praias Grande, da Guarita, da Cal e a Prainha. Em Capão da Canoa, estão situadas as praias de Araçá, Arco-Íris. Guarani, Zona Nova, Noiva do Mar. Rainha do Mar e Capão Novo (Tramandaí). As praias Jardim Atlântico, Oásis do Sul e Jardim do Éden.
Dentre as atrações turísticas da Serra Gaúcha, sobressaem as cidades de Canela, Gramado e São Francisco de Paula, com parques e cascatas. Ainda na Serra Gaúcha estão localizadas as cidades de Caxias do Sul e Bento Gonçalves, centros de vitivinicultura.

## Infraestrutura

### Saúde

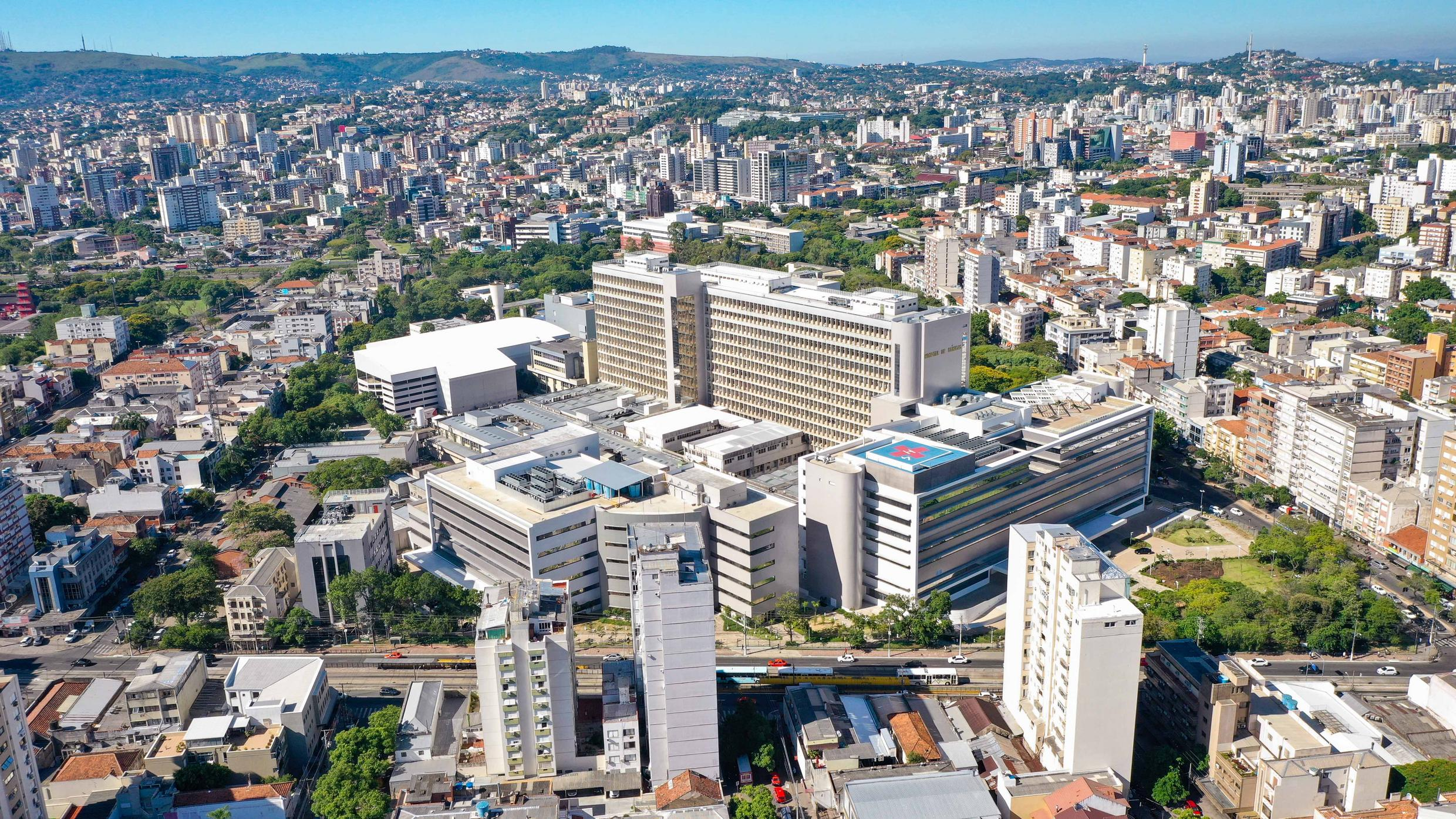
Vista aérea do Hospital de Clínicas de Porto Alegre (HCPA).

As situações de atendimento médico-hospitalar do estado são tidas como satisfatórias. As iniciativas públicas se somaram às privadas que regularmente contribuíram para a dispersão uniforme dos bens assistenciais pelo interior. Em 2009, o estado possuía uma rede hospitalar formada por 5 705 instituições. Estas compreendem 31 055 leitos, atendidos por 59 598 médicos, 8 671 enfermeiros e 14 377 auxiliares de enfermagem. As instituições federais de saúde pública colaboraram por intermédio das seguintes atividades. São elas: "Departamento de Endemias Rurais" (educação sanitária, campanha de vacinação, campanha contra a ancilostomose, doença de chagas, febre-amarela, filariose e tracoma). Serviço Nacional de Doenças Mentais. Serviço Nacional de Lepra e Serviço Nacional de Saúde.
De todos os 497 municípios do estado, em 2000, 78,9% da população contavam com serviços de abastecimento de água e 26,3% de esgotos sanitários.
Conforme uma pesquisa realizada pelo IBGE em 2019, 78,4% dos gaúchos realizavam consulta médica periodicamente. 55,6% dos habitantes consultavam o dentista regularmente e 6,9% estiveram internados em leito hospitalar nos últimos doze meses. Apenas 36,9% tinham plano de saúde. Outro dado significante é o fato de 51,2% terem declarado necessitar sempre do Programa Unidade de Saúde da Família — PUSF.

### Educação

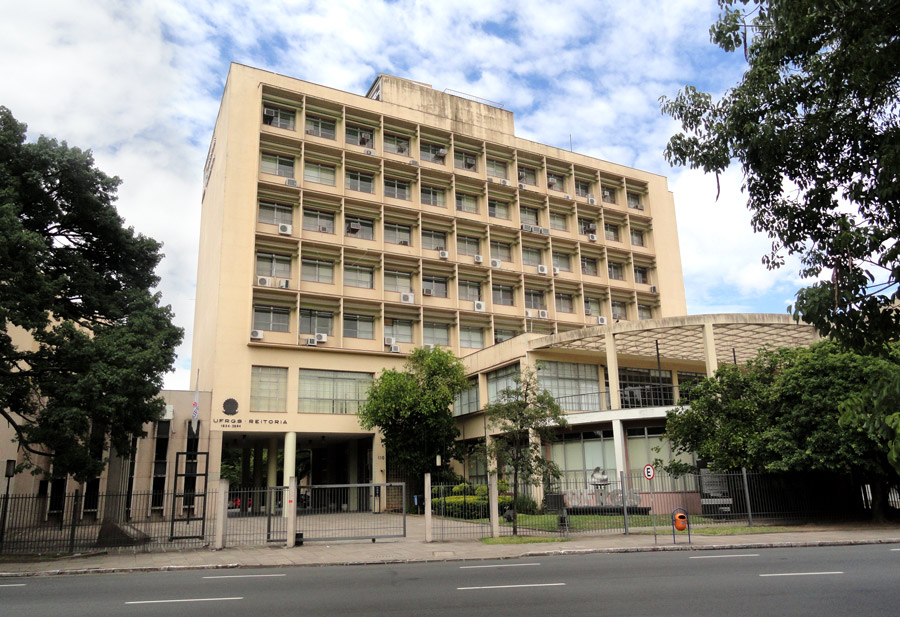
Reitoria da Universidade Federal do Rio Grande do Sul (UFRGS)

Em 2018, foram registradas matrículas de 1 298 736 discentes. Estes estavam nas 5 926 instituições educacionais de ensino fundamental do Estado do Rio Grande do Sul. Destas, 5 166 eram do município, 4 135 do estado, 4 da União e 1 019 da iniciativa privada. No que diz respeito ao corpo docente, era também formado por 73 770 professores. Destes, 44 018 ensinavam nas instituições de ensino do município, 31 433 nas do Estado, 143 nas da União e 12 960 nas da iniciativa privada. O ensino médio, em 2018, era lecionado em 1 503 estabelecimentos com 338 065 discentes registrados por matrícula, atendidos por 27 771 docentes.
Em 2019, a taxa de alfabetização estadual era de 97,4%, a 4.ª mais alta do Brasil, comparável à de Singapura. A taxa de escolarização na faixa etária de 8 a 14 anos é de 18,3. Em 2008, 14, 8% da população gaúcha é de analfabetos funcionais. Seu IDH-educação é o 8.º mais alto do Brasil (0,642).
As mais importantes instituições gaúchas de ensino superior do setor público são a Universidade Federal do Rio Grande do Sul, a Universidade Estadual do Rio Grande do Sul. A Universidade Federal de Ciências da Saúde de Porto Alegre, a Universidade Federal do Pampa. O Instituto Federal do Rio Grande do Sul, a Universidade Federal de Pelotas. A Universidade Federal de Santa Maria, a Universidade Federal da Fronteira Sul e a Universidade Federal do Rio Grande.

### Transportes
O conjunto ferroviário passa ao redor do eixo central constituído pela linha. Esta sai de Porto Alegre, se desloca em direção ao oeste por intermédio da depressão central. Vai atingir o limite com a Argentina, em Uruguaiana. Desse ramo longitudinal se deslocam vários ramos. De grande relevância para o estado, constituem as ferrovias que o conectam com o restante do país. Uma delas sai de Santa Maria, no tronco longitudinal, anda para o norte e corta os estados de Santa Catarina e Paraná. Mais para leste, passa outra estrada de ferro na direção norte-sul, cortando Montenegro, Bento Gonçalves e Vacaria, atravessando depois o leste de Santa Catarina e Paraná.
Outros troncos do eixo central passam pela parte sul. Dentre eles se encontra a conexão Rio Grande-Pelotas, Bagé-Cacequi, os ramos de Jaguarão, de Santana do Livramento e de Quaraí. No oeste do estado, destacam-se também as ferrovias Uruguaiana-São Borja, São Borja-Santa Maria, Santiago-São Luís Gonzaga e Santa Rosa-Cruz Alta.
A rede de rodovias do estado é pouco desenvolvida nas regiões mais ao sul e oeste, e mais abrangente próximo à capital Porto Alegre e às maiores cidades. Com poucas rodovias duplicadas e muitas cidades ainda sem acesso asfáltico, em 2025 o Rio Grande do Sul ainda possuía estradas de capacidade e qualidade defasadas perante o resto do país, porém, em processo de evolução, tendo concedido várias rodovias à inciativa privada e investindo para sua modernização e readequação. Entre as mais importantes e movimentadas, estão a BR-101, que passa no decorrer do litoral norte, duplicada, a qual, saindo de Osório, vai até Natal–RN; também para o norte vai a BR-116, duplicada de Guaíba a Novo Hamburgo, que a caminho de Curitiba corta Caxias do Sul e Vacaria. Para o noroeste, a BR-386, em processo de duplicação entre Lajeado e Carazinho, termina em Iraí se conectando à BR-158. Cortando o estado ao meio no sentido leste-oeste, duas rodovias se destacam: a BR-287 e a BR-290, ambas em processo de duplicação, ligam Porto Alegre à Argentina passando por importantes cidades.  Também se destaca a BR-285 que liga o norte do estado à Argentina e ao litoral catarinense, e que já vem demandando obras de duplicação. Por último, para o sul, se desenvolve a conexão Porto Alegre-Pelotas-Chuí (BR-116 e BR-471), ligando ao Porto de Rio Grande e ao Uruguai.
A malha de sistemas de transporte do Rio Grande do Sul envolve também duas vias de navegação interior. O primeiro abarca, na porção leste do estado, as lagoas Mirim e dos Patos, o estuário do rio Guaíba e os rios Jacuí e Taquari. A segunda via abrange os rios Uruguai e seu tributário Ibicuí. Merecem destaque no estado os portos de Porto Alegre, Rio Grande, Pelotas e São Borja. No porto de Rio Grande, reequipado em 1981, estão aparelhados terminais de granéis líquidos, sal, fertilizantes, trigo, soja, contêineres, carnes, carga geral, minérios e pescado. Para aproveitar melhor sua função, formou-se junto ao porto o Distrito Industrial do Rio Grande.
O Rio Grande do Sul constitui um dos poucos estados que usam regularmente a comunicação fluvial. Além da navegação nas águas do rio Uruguai, em que merecem destaque os portos fluviais de São Borja e Uruguaiana, usam-se os rios Jacuí e Taquari. Estes perfazem o total de 430 km de hidrovias. A malha de navegação estadual se prolonga até o extremo sul, por intermédio das lagoas dos Patos e Mirim. Isso permite o transporte fluvial de Santa Vitória do Palmar e Jaguarão com Pelotas, Porto Alegre e o vale do rio Jacuí.
O estado está conectado por via aérea com os principais centros urbanos do Brasil e de outros países. Há ainda voos domésticos que ligam a capital aos municípios mais remotos do interior, a saber, Uruguaiana, Bagé, Santa Maria, Santo Ângelo, Cruz Alta e Erechim. O Aeroporto Internacional Salgado Filho constitui um dos mais bem equipados da América Latina.

### Serviços e comunicações
Dentre as mais importantes usinas elétricas do estado destacam-se as hidrelétricas de Passo Fundo (220.000kW), no rio Uruguai; de Jacuí (150.000kW) e Passo Real (125.000kW), no rio Jacuí; e as termelétricas, Presidente Médici (126.000kW), no município de Bajé, Charqueadas (72.000kW), na municipalidade do mesmo nome, e Osvaldo Aranha (66.000kW), na comuna de Alegrete.
O abastecimento de energia elétrica está sob a responsabilidade da Companhia Estadual de Energia Elétrica (CEEE). Em 2016, O Rio Grande do Sul consumiu 29 428 GWh e possuía cerca de 4,5 milhões de consumidores. Em 317 dos 497 municípios gaúchos, o fornecimento de água está a cargo da Companhia Riograndense de Saneamento (Corsan). Os serviços de abastecimento e venda de gás canalizado estão a encargo da Companhia de Gás do Estado do Rio Grande do Sul (Sulgás).
Segundo a ANATEL, em dezembro de 2021, o Rio Grande do Sul, na 8.ª posição entre as unidades federativas do Brasil por teledensidade, dispõe de 1,401 celular por habitante. Abriga 400 emissoras de rádio, 35 canais de televisão. 36 jornais diários e semanais, dentre os quais o Correio do Povo, Jornal do Comércio, Diário Gaúcho e Zero Hora. Em Porto Alegre, estão concentrados boa parte dos serviços de telecomunicações e imprensa do estado.
No campo da televisão, o estado foi pioneiro com a criação da sua primeira emissora, a TV Piratini, atual SBT RS. Ela foi criada pelo jornalista, professor de direito, escritor, advogado, mecenas e empresário Assis Chateaubriand, em 20 de dezembro de 1959. Com o passar do tempo, várias outras emissoras desenvolveram-se no estado e ganharam projeção nacional e regional. Este é o caso da TV Canção Nova RS, TV Assembleia, a TV Cachoeira, a UCS TV, a Ulbra TV, a UPFTV e a TV Urbana. Todas elas estão espalhadas por boa parte do estado. O Rio Grande do Sul é sede de alguns canais/emissoras de televisão. Exemplos: a RBS TV, a Band RS, o SBT RS, a RecordTV RS e a Rede Pampa de Comunicação.

#### Saneamento básico
A qualidade de vida da população está intrinsecamente associada à adoção de medidas preventivas contra enfermidades e à oferta de tratamento médico confiável. No estado do Rio Grande do Sul, a cobertura da coleta de esgoto atinge 30%, dos quais 80,97% passam por algum tipo de tratamento, conforme informações do Sistema Nacional de Informações sobre Saneamento (SNIS). No entanto, a maior problemática relacionada ao saneamento básico no estado reside na insuficiência da coleta e do tratamento adequado dos efluentes domésticos. Estima-se que aproximadamente 50% do esgoto produzido seja coletado, enquanto somente cerca de 13% recebe o devido tratamento. Os municípios de Canoas e Gravataí figuram entre os 20 piores do Brasil no ranking nacional de saneamento, que avalia as condições dos 100 municípios mais populosos do país.
Na cidade de Porto Alegre, segundo os dados do SNIS referentes ao ano-base de 2017, estima-se que somente 50,37% dos efluentes sanitários sejam efetivamente tratados. A capital do estado apresentou avanços nos indicadores de saneamento a partir da implementação do Programa Integrado Socioambiental (PISA), desenvolvido ao longo das últimas duas décadas. Esse programa contou com financiamento parcial do Banco Interamericano de Desenvolvimento (BID) e possibilitou a execução de obras significativas, como a construção do dique do Arroio Cavalhada, além da ampliação das redes de esgotamento sanitário e das estações de tratamento. Dados fornecidos pelo Departamento Municipal de Água e Esgoto (DMAE) indicam que, com a implantação do PISA e a construção das Estações de Tratamento de Esgoto (ETEs) Serraria e Sarandi, a capacidade instalada para o tratamento de esgoto na cidade aumentou de 20% para 80%. Entretanto, a resolução completa da questão ainda não foi alcançada. Na prática, apenas 55% do esgoto gerado na capital é tratado. A discrepância de 25% entre a capacidade instalada e o volume efetivamente tratado decorre de dois fatores principais: a necessidade de ampliação da infraestrutura, com a construção de aproximadamente 2 mil quilômetros adicionais de redes de canalização, e a exigência de conexões adequadas para viabilizar o escoamento do esgoto até as estações de tratamento.
É o sétimo estado em desempenho em saneamento básico.

### Segurança pública e criminalidade
No Exército Brasileiro, o Rio Grande do Sul faz parte, junto aos estados do Paraná e Santa Catarina, do Comando Militar do Sul, tendo sede no estado a 3.ª Divisão de Exército, com sede em Santa Maria, e a 6.ª Divisão de Exército, com sede em Porto Alegre e merecendo destaque as seguintes unidades: 8.ª Brigada de Infantaria Motorizada (Pelotas), 6.ª Brigada de Infantaria Blindada (Santa Maria), 1.ª Brigada de Cavalaria Mecanizada (Santiago), 2.ª Brigada de Cavalaria Mecanizada (Uruguaiana), 3.ª Brigada de Cavalaria Mecanizada (Bagé). Na Marinha do Brasil, o estado está incorporado no 5.º Distrito Naval, sediado em Rio Grande Deve ser destacado o Grupamento de Fuzileiros Navais de Rio Grande, o Grupamento de Patrulha Naval do Sul. A Estação Naval do Rio Grande e a Capitania dos Portos do Rio Grande. Na Força Aérea Brasileira, o Rio Grande do Sul pertence ao V Comando Aéreo Regional, cujo quartel-general tem sede em Canoas. Merecem destaque as seguintes unidades: bases aéreas de Canoas e Santa Maria.
Segundo a Constituição Federal de 1988 e a Estadual de 1989, os órgãos reguladores da segurança pública no Estado do Rio Grande do Sul são a Brigada Militar do Rio Grande do Sul, o Corpo de Bombeiros da Brigada Militar do Rio Grande do Sul e a Polícia Civil do Estado do Rio Grande do Sul.
Conforme dados do “Mapa da Violência 2012”, publicado pelo Ministério da Justiça, a taxa de homicídios por 100.000 habitantes, que era de 8,1 em 1980, subiu para 20,7 em 2009 (ficando abaixo da média nacional, que era de 27,0). Entre 2000 e 2010, o número de homicídios subiu de 1662 para 2061. Em geral, o Rio Grande do Sul subiu cinco posições na classificação nacional das unidades federativas por taxa de homicídios, passando da décima-oitava para a vigésima-terceira posição em 2010. A região metropolitana de Porto Alegre possuía taxas duas vezes maiores do que a do estado (353,8). Enquanto isso, no interior, o mesmo era oito vezes menor que a média estadual (48,7).
De 2000 a 2010, decrescem os municípios sem homicídios registrados — a quantidade diminui de 312 para 279. Principalmente, aumenta duas vezes  a quantidade de municípios com taxas superiores à média nacional — mais de 25 homicídios em 100 mil habitantes. Geralmente, o tamanho do município continua imensamente ligado à possibilidade de homicídio.
Conforme o "Mapa da Violência dos Municípios Brasileiros 2008", as cidades do Rio Grande do Sul, que apresentavam  as maiores taxas de homicídios por grupo de cem mil habitantes, eram: Pirapó (54,5). Entre Rios do Sul (52,0). Campo Novo (50,9). Vicente Dutra (47,2). Cerro Grande do Sul (45,2). Alvorada (47,8). Porto Alegre (39,5). Novo Barreiro (35,4). São Leopoldo (35,1). Itatiba do Sul (34,6). Braga (33,9). São Nicolau (33,7). Dezesseis de Novembro (32,8). Jóia (32,5). Arvorezinha (32,4). Frederico Westphalen (32,2). Guaíba (32,1). Itapuca (31,4). Iraí (31,3). Barros Cassal (29,8). Jaquirana (29,6).

## Cultura

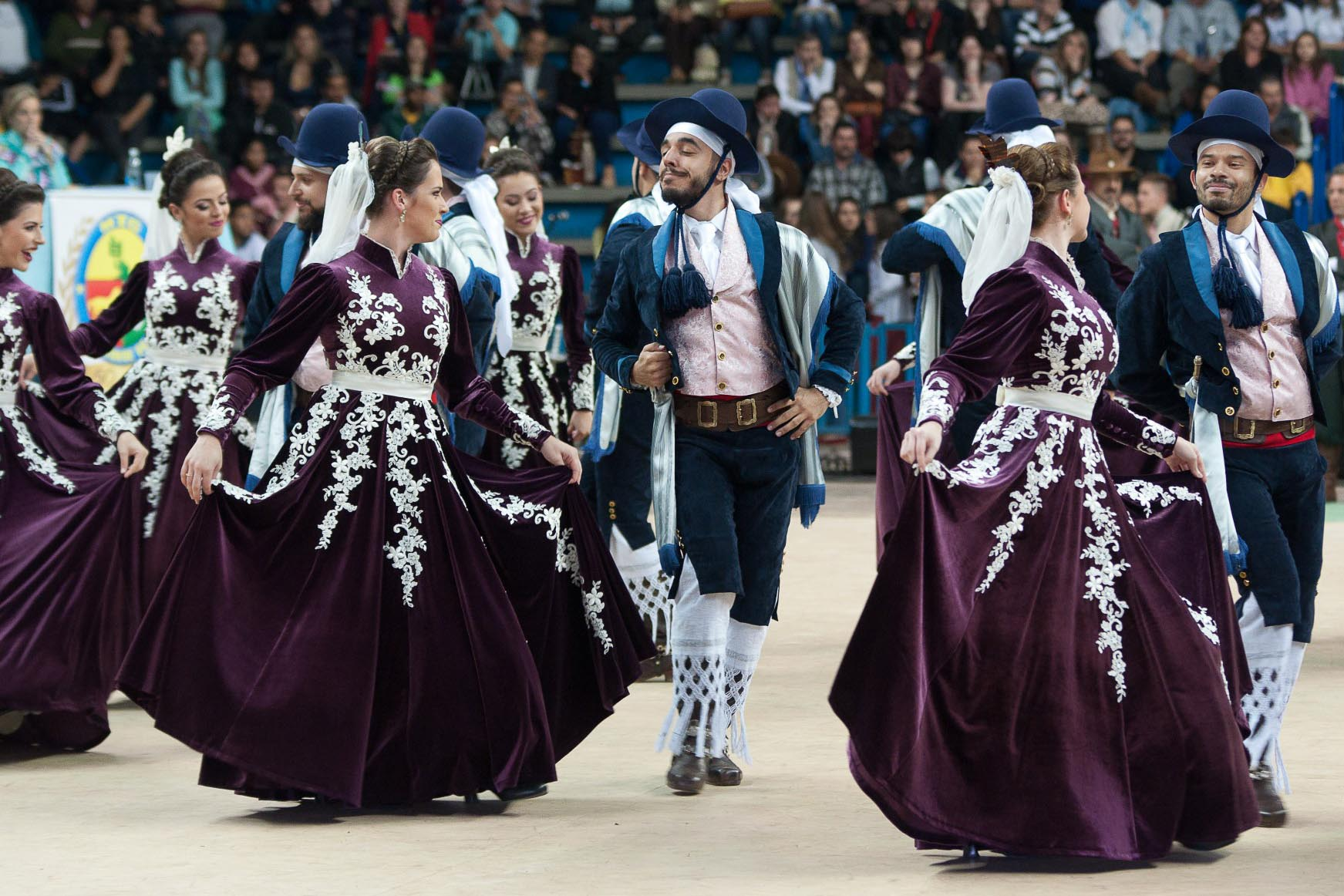
Dança típica gauchesca.

A cultura gaúcha teve origem em estilos diversos. No entanto, com uma imensa predominância portuguesa, foi por meio da miscigenação racial lusitana, indígena, castelhana, germânica e italiana. Que a cultura gaúcha teve sua atenção dirigida para o meio rural em consequência da enorme predominância da criação de gado, merecendo destaque a pecuária bovina.
A fabricação de peças artesanais é de utilização própria e decorativa. Merecem destaque as variedades de modelos feitas com cuias de chimarrão, de porongo enfeitadas com rosas e a folha de roseira, madeira, porcelana ou chifre. Facas artesanais. Fivelas de guaiaca prateada. Vários trabalhos feitos de chifres como abajur, cinzeiro, canecas, dentre outros. Enormes chapéus de palha. Trabalhos de tecelagem como ponchos e cobertores, dentre outras peças.
Sobressaem na pintura obras como: pinturas de quadros figurativos, abstratos, enormes variedades de peças de argila, desenhos, gravuras, variantes de pinturas de porcelanas e esculturas. Dentre os mais importantes pintores, merecem destaque Ado Malagoli e Carlos Scliar.

### Entidades culturais, museus e bibliotecas

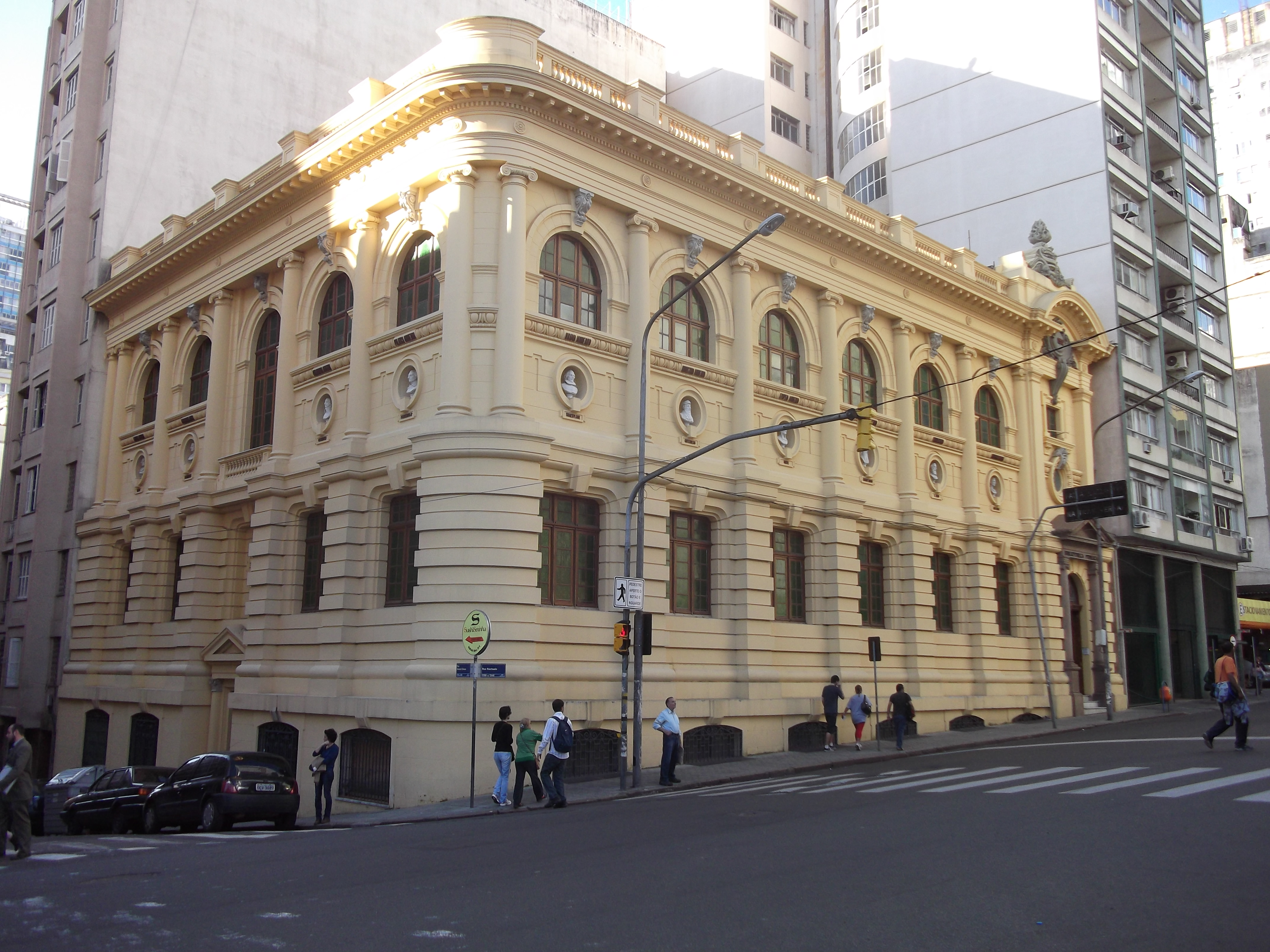
Biblioteca Pública do Estado, localizada em Porto Alegre.

Dentre as mais importantes instituições de ensino gaúchas, merece destaque a Universidade Federal do Rio Grande do Sul. E a Pontifícia Universidade Católica do Rio Grande do Sul, ambas na capital. A Universidade de Passo Fundo (privada); a Universidade Federal de Pelotas. A Universidade Federal de Santa Maria, a Universidade do Vale do Rio dos Sinos (privada) em São Leopoldo. E a Universidade de Caxias do Sul (privada).
Dentre as associações culturais, sobressaem o Instituto Histórico e Geográfico do Rio Grande do Sul, que publica uma revista a partir de 1860. A Academia Rio-Grandense de Letras e a Associação de Imprensa, em Porto Alegre. Opera na capital, vinculado à Secretaria da Cultura do estado, o Arquivo Histórico do Rio Grande do Sul.
Há 535 bibliotecas públicas no estado, mas as mais importantes situam-se na capital: Biblioteca Pública Estadual. Da Assembleia Legislativa do Estado, Da Faculdade de Direito da Universidade Federal do Rio Grande do Sul e do Colégio Anchieta.

### Museus e acervo arquitetônico

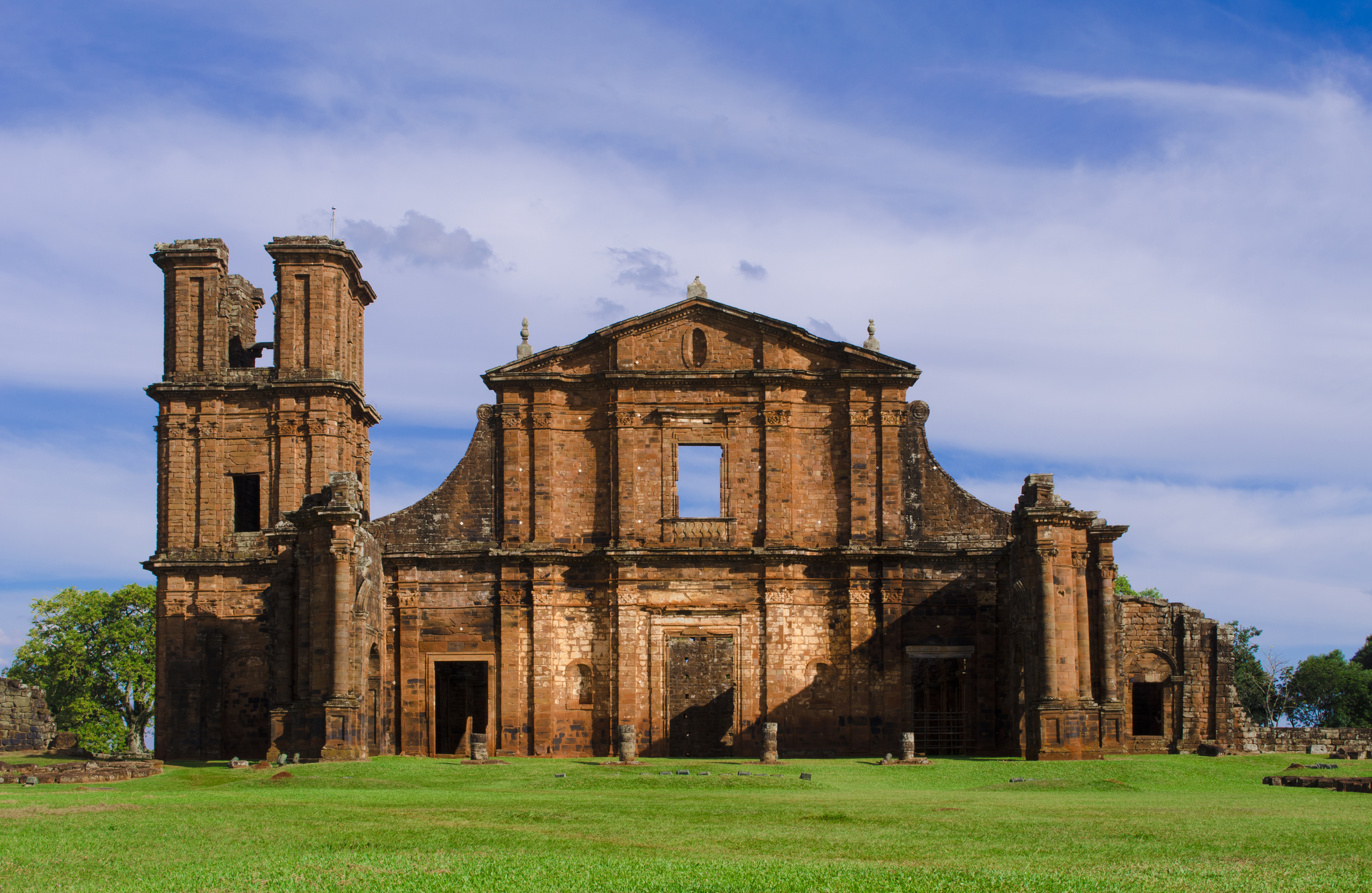
As ruínas jesuíticas de São Miguel das Missões, Patrimônio da Humanidade da UNESCO desde 1983.

Os principais museus do estado constituem o Júlio de Castilhos, o Museu de Armas General Osório, o Museu de Arte do Rio Grande do Sul, o Museu de Arte Sacra, o Museu Rio-Grandense de Ciências Naturais, na capital, o Museu do Centro de Tradições Gaúchas Rincão da Lealdade, de produtos, trajes e objetos regionais (Caxias do Sul), o Museu Antropológico de Ijuí, o Museu Histórico de Pelotas, o Museu Oceanográfico de Rio Grande, o Museu Histórico Vítor Bersani (Santa Maria), o Museu Barão do Santo Ângelo (Rio Pardo), o Museu Farroupilha (Triunfo), estabelecido no antigo Palácio do Governo Farroupilha e o Museu Colonial Visconde de São Leopoldo.
O estado abriga abundante acervo arquitetônico. Conta com numerosos monumentos catalogados pelo Instituto do Patrimônio Histórico e Artístico Nacional (IPHAN). Entre eles merecem destaque a igreja de São Sebastião, em Bagé, erguida em 1863 e onde descansam os restos mortais de Gaspar Silveira Martins. O forte incompleto de D. Pedro II (Caçapava do Sul). O palácio do governo farroupilha (hoje Museu Farroupilha), o quartel-general farroupilha e a residência de Giuseppe Garibaldi, em Piratini. A igreja de São Pedro, em Rio Grande. Os vestígios do povo guarani e da igreja de São Miguel (Santo Ângelo); a igreja de Nossa Senhora da Conceição (Viamão).

### Folclore, música, dança, arquitetura, culinária e indumentária
A região gaúcha possui estilo próprio, distinguindo-se das demais regiões do Brasil. Os ritmos musicais são complementados por meio de instrumento típico dessa região. Sobressaem músicas e danças como Chimarrita (procedência açoriana), pezinho (procedência portuguesa), chula (procedência portuguesa). Xote (procedência europeia), Anu e Tatu (originárias dos fandangos). Vanerão, também conhecido como limpa-banco (origem alemã com influência cubana), dentre outros.
O estado é berço de grupos musicais como a Orquestra Sinfônica de Porto Alegre, de música erudita, criada em 1950. Além disso há bandas e artistas de música nativista como Os Monarcas. Garotos de Ouro. Porca Véia. Baitaca. Elton Saldanha, um dos maiores intérpretes e conhecedores do Hino Rio-Grandense, canção patriótica criada por um prisioneiro de guerra, entre outros.
A arquitetura no Rio Grande do Sul abriga um estilo europeu. Dentre os mais importantes monumentos arquitetônicos, merecem destaque o Palácio Piratini, a Prefeitura de Porto Alegre, o Solar Lopo Gonçalves e o Memorial do Ministério Público.
A culinária do Rio Grande do Sul, além de ser variada, é amplamente divulgada no Brasil inteiro. Dentre os mais importantes alimentos podem ser encontrados o chimarrão, oriundo da cultura indígena guarani, o churrasco gaúcho bastante comum na região, arroz carreteiro, carne de charque, xixo, feijão-mexido (com farinha de mandioca), quibebe (purê de moranga), roupa velha (resto de carne com ovo mexido).
A pilcha, roupa tradicional do gaúcho, transformou-se em traje de honra e de uso preferencial no Rio Grande do Sul. Isso se deu por intermédio de uma lei estadual de 10 de janeiro de 1989.
Conforme a lei, será tida como “Pilcha Gaúcha” apenas a vestimenta que, de maneira autêntica, retrate com galhardia a humildade da indumentária tradicional. Isso vai segundo os cânones e as regras determinadas pelo Movimento Tradicionalista Gaúcho.
O Movimento define o traje masculino oficial do peão (à época Farroupilha). É o conjunto formado por chiripá, camisa, colete ou jaleco, jaqueta, ceroulas, chapéu, guaiaca, bota, faixa, esporas e lenço.
O traje histórico feminino, fabricado com tecidos estampados e/ou lisos, é constituído por saia e blusa ou saia e casaquinho ou vestido, saia de armação, bombachinha, meias e sapatos. A maquiagem da prenda é modesta, ao passo que os cabelos devem estar semipresos ou em tranças, ornamentados com flores naturais ou artificiais, sem brilhos.

### Eventos
Entre as festividades religiosas do estado, merecem destaque, na capital, a procissão de Nossa Senhora dos Navegantes, em 2 de fevereiro, também denominada de “Melancias”. A festa do Divino, comemorada na igreja do Espírito Santo. E as procissões de Corpus Christi e de Nossa Senhora Madre de Deus (orago de Porto Alegre).
Também na capital, são realizadas exposições anuais de animais e produtos derivados (agosto). A Semana Farroupilha (14 a 20 de setembro) e a exposição estadual de orquídeas (de 1º a 8 de dezembro). Em Santana do Livramento e São Borja são promovidas exposições agropecuárias (outubro). Em Caxias do Sul, a conhecida Festa da Uva (fevereiro). E em Gramado, a Festa das Hortênsias (bienal) e a Feira Nacional de Artesanato (anual). Em todas as cidades da campanha gaúcha são realizados rodeios (reuniões de gado para contagem, cura ou venda).
Danças típicas do estado constituem o bambaquerê (espécie de quadrilha), a congada (auto popular), a chimarrita (fandango). A jardineira (dança representada em figura e executada em forma de canto, de pares desgarrados) e a quebra-mana (dança sapateada e valsada). Nas regiões de imigração alemã, são realizados os kerbs (bailes populares que perduram geralmente três dias).
A culinária típica possui como prato principal o churrasco (porção de carne fatiada em tira longa e lançada ao braseiro do fogão). A bebida geralmente utilizada e mais ingerida constitui o chimarrão (chá de erva-mate quente e amargo sugado por intermédio de uma bomba). O vinho e o conhaque de maçã constituem outras das bebidas favoritas dos gaúchos.

### Literatura

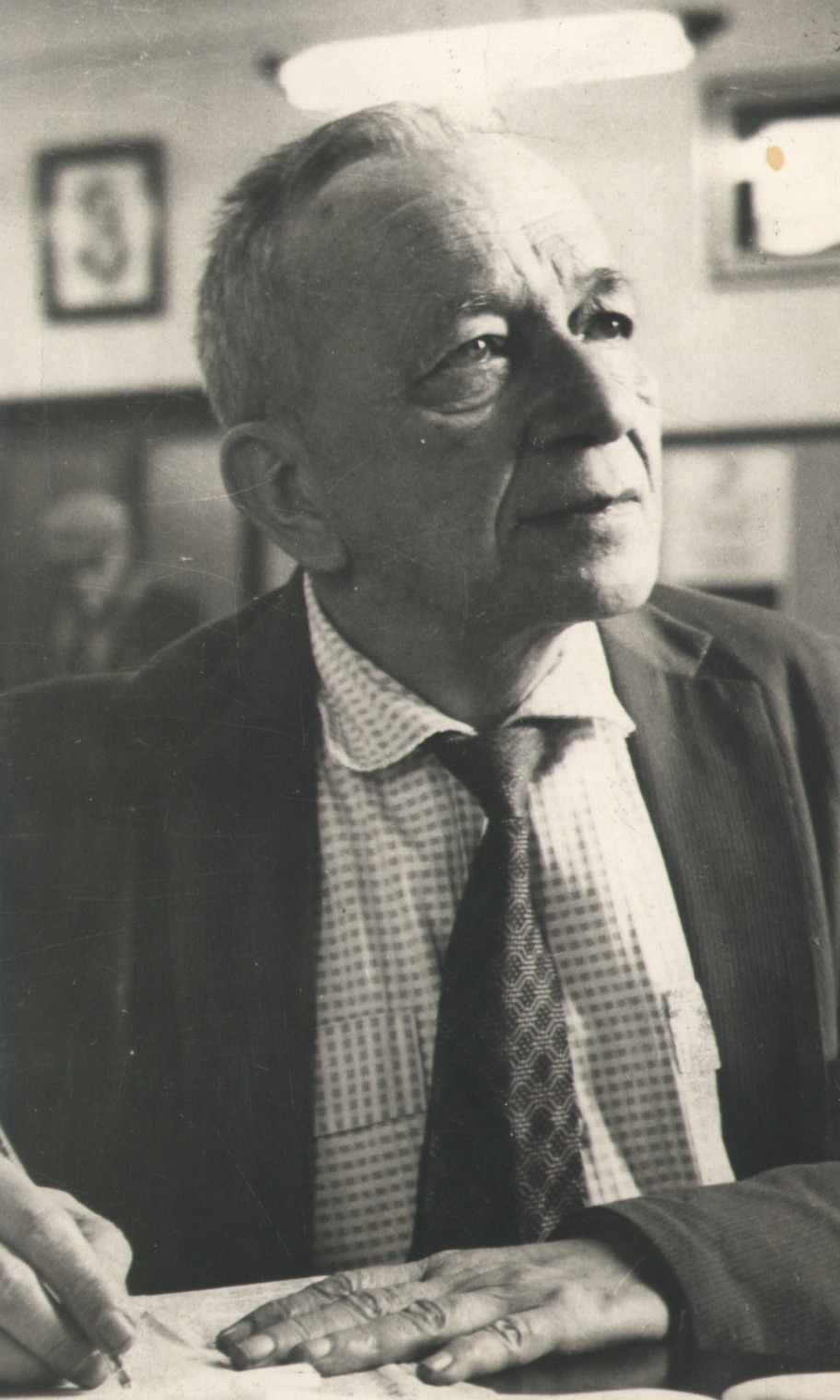
Mário Quintana, 1966. Arquivo Nacional.

Mário Quintana, Augusto Meyer, Tyrteu Rocha Vianna, Guilhermino César, Teodomiro Tostes, Pedro Vergara, Ernani Fornari, foram alguns dos líderes do movimento modernista, acompanhados por críticos como Moysés Vellinho e João Pinto da Silva, fundador da historiografia da literatura local com seu clássico A história literária do Rio Grande do Sul (1924).
Raul Bopp é frequentemente citado entre os líderes modernistas, mas de fato sua obra foi produzida fora do estado e sua temática também não se relaciona com a realidade gaúcha. Nesta época a Livraria do Globo deixava a área didática e publicava literatura de alta qualidade nacional e estrangeira, revelava talentos locais, e tornava-se um importante centro cultural em torno do qual gravitavam muitos escritores, tradutores e ilustradores de relevo. Em 1956 aparecia o segundo grande marco da historiografia literária, História da literatura do Rio Grande do Sul (1737–1902), de Guilhermino César.
Membro da segunda geração modernista, Érico Veríssimo é por muitos considerado o maior escritor gaúcho de todos os tempos, apreciado internacionalmente, autor da celebrada trilogia O Tempo e o Vento e vários outros trabalhos no conto, no romance e na literatura infanto-juvenil.
Ele é um dos expoentes do novo romance de temática urbana, que, para Regina Zilberman “focaliza de maneira renovadora o cenário social não porque introduz Porto Alegre na literatura, mas porque desvela e questiona as contradições existentes. Através dos romances de Érico Veríssimo, Dyonélio Machado, De Souza Júnior e Reynaldo Moura, a literatura do Rio Grande do Sul afina-se ao movimento da prosa nacional, acompanhando sua trajetória rumo à investigação do lugar do homem na sociedade e na estrutura econômica”.

### Esportes
O Rio Grande do Sul possui atualmente oito times de futebol pertencentes às divisões do Campeonato Brasileiro de Futebol: Grêmio, Internacional, Juventude, Caxias, São José, Ypiranga, Brasil, Avenida e Novo Hamburgo.  O Sport Club Rio Grande, do município de Rio Grande, é o mais antigo do Brasil. Grêmio e Internacional, os clubes mais populares do estado, estão entre os mais populares e bem-sucedidos do futebol brasileiro e o clássico Grenal é frequentemente citado como o clássico futebolístico com maior rivalidade no país.
O Rio Grande do Sul também é referência nacional e mundial na prática do futsal, sendo o Inter/Ulbra de Porto Alegre, a ACBF de Carlos Barbosa, o Atlântico de Erechim, o Ulbra de Canoas e o Enxuta de Caxias do Sul. Carlos Barbosa é reconhecida de forma oficial como a capital nacional do futsal.
No estado nasceram os medalhistas olímpicos Mayra Aguiar e Daniel Cargnin (judô); Fernando Scheffer (natação); André Johannpeter (hipismo); André Heller, Gustavo Endres, Murilo Endres, Renan Dal Zotto, Paulão, Fernanda Garay, Carol Albuquerque, Éder, Janelson, Jorge Édson, Lucão, Marcus Vinícius e Thiago Alves (vôlei). Do estado também é originário Thomaz Koch, considerado um dos maiores tenistas da história do Brasil e Henrique Mecking, considerado o maior jogador de xadrez brasileiro de todos os tempos, que chegou a ser o 3.º melhor do mundo; além de medalhistas em Mundiais como Babi e Deonise no handebol, João Derly e Maria Portela no judô, Daiane dos Santos na ginástica e Samuel de Bona na maratona aquática. O SOGIPA se destaca na formação de atletas olímpicos. 

### Feriados
No Rio Grande do Sul, há um único feriado estadual, o dia 20 de setembro, data magna do estado, em homenagem à Revolução Farroupilha. Este feriado foi oficializado pelo parágrafo único do artigo 6.º da constituição estadual, pelo decreto n.º 36.180, de 18 de setembro de 1995.